# KNVB Beker 2016/17 (mannen)
De KNVB Beker 2016/17 was de 99ste editie van het toernooi om de KNVB Beker. De finale werd op zondag 30 april 2017 gehouden in De Kuip. Titelverdediger Feyenoord werd in de kwartfinale uitgeschakeld door Vitesse, de uiteindelijke winnaar. Vitesse verkreeg met de bekerwinst een ticket voor de groepsfase van de UEFA Europa League.

## Speeldata
| Ronde            | Speeldata                   |
| ---------------- | --------------------------- |
| Eerste voorronde | 17 augustus 2016            |
| Tweede voorronde | 24 augustus 2016            |
| Eerste ronde     | 20, 21 en 22 september 2016 |
| Tweede ronde     | 25, 26 en 27 oktober 2016   |
| Achtste finales  | 13, 14 en 15 december 2016  |
| Kwartfinales     | 24, 25 en 26 januari 2017   |
| Halve finales    | 1 en 2 maart 2017           |
| Finale           | 30 april 2017               |

## Deelnemers
Vanaf dit seizoen werden er meer amateurteams toegelaten door de gehele tweede divisie, derde divisie, de winnaars van de play-offs tussen de topklasse en de hoofdklasse, en de kampioenen van de hoofdklasse toe te laten, naast de halvefinalisten van de districtsbekers. Er werden twee voorrondes geïntroduceerd, de tweede daarvan was simpel een vernoeming van de eerste ronde in het hoofdtoernooi. Die werd in plaats daarvan in september afgewerkt.
Onderstaande tabel geeft alle deelnemers weer. Ook toont het in welke ronde de deelnemer van start ging en in welke ronde het werd uitgeschakeld.
| Competitie | Eerste voorronde                   | Tweede voorronde   | Eerste ronde          | Tweede ronde      | Achtste finales         | Kwartfinales  | Halve finales    | Finale | Winnaar |
| --- | ---------------------------------- | ------------------ | --------------------- | ----------------- | ----------------------- | ------------- | ---------------- | ------ | ------- |
| Eredivisie 3 |                                    |                    | N.E.C.                | Excelsior         | ADO Den Haag            | Feyenoord     | Sparta Rotterdam | AZ     | Vitesse |
| Eredivisie 3 |                                    |                    | Roda JC Kerkrade      | Go Ahead Eagles   | Ajax                    | sc Heerenveen |                  |        |         |
| Eredivisie 3 |                                    |                    | FC Twente             | FC Groningen      | Heracles Almelo         | FC Utrecht    |                  |        |         |
| Eredivisie 3 |                                    |                    | Willem II             | PSV               | PEC Zwolle              |               |                  |        |         |
| |                                    |                    |                       |                   |                         |               |                  |        |         |
| Eerste divisie 3 |                                    |                    | Achilles '29          | Almere City FC    |                         | FC Volendam   | SC Cambuur       |        |         |
| Eerste divisie 3 |                                    |                    | FC Den Bosch          | FC Eindhoven      |                         |               |                  |        |         |
| Eerste divisie 3 |                                    |                    | FC Dordrecht          | FC Emmen          |                         |               |                  |        |         |
| Eerste divisie 3 |                                    |                    | Fortuna Sittard       | RKC Waalwijk      |                         |               |                  |        |         |
| Eerste divisie 3 |                                    |                    | De Graafschap         | Telstar           |                         |               |                  |        |         |
| Eerste divisie 3 |                                    |                    | Helmond Sport         | VVV-Venlo         |                         |               |                  |        |         |
| Eerste divisie 3 |                                    | MVV Maastricht     |                       |                   |                         |               |                  |        |         |
| Eerste divisie 3 |                                    | NAC Breda          |                       |                   |                         |               |                  |        |         |
| Eerste divisie 3 |                                    | FC Oss             |                       |                   |                         |               |                  |        |         |
| |                                    |                    |                       |                   |                         |               |                  |        |         |
| Tweede divisie |                                    | AFC 2              | BVV Barendrecht 2     | VV Katwijk 3      | VVSB 2                  |               |                  |        |         |
| Tweede divisie |                                    | GVVV 2             | Excelsior Maassluis 3 | Koninklijke HFC 3 |                         |               |                  |        |         |
| Tweede divisie |                                    |                    | HHC Hardenberg 3      | Kozakken Boys 2   |                         |               |                  |        |         |
| Tweede divisie |                                    |                    | FC Lienden 3          | SV Spakenburg 3   |                         |               |                  |        |         |
| Tweede divisie |                                    |                    | De Treffers 3         | SV TEC 3          |                         |               |                  |        |         |
| Tweede divisie |                                    |                    | VV UNA 2              |                   |                         |               |                  |        |         |
| |                                    |                    |                       |                   |                         |               |                  |        |         |
| Derde divisie | Be Quick 1887 1                    | HBS-Craeyenhout 2  | vv Capelle 2          |                   | ASWH 1                  |               |                  |        |         |
| Derde divisie | FC Lisse 1                         | USV Hercules 2     | JVC Cuijk 2           |                   | V.V. IJsselmeervogels 2 |               |                  |        |         |
| Derde divisie | SteDoCo 1                          | SV Juliana '31 2   | ASV De Dijk 1         |                   |                         |               |                  |        |         |
| Derde divisie | VVOG 1                             | Magreb '90 2       | VV Dongen 2           |                   |                         |               |                  |        |         |
| Derde divisie |                                    | ODIN '59 2         | DVS '33 2             |                   |                         |               |                  |        |         |
| Derde divisie |                                    | OFC 1              | EVV (Echt) 2          |                   |                         |               |                  |        |         |
| Derde divisie |                                    | ONS Sneek 2        | Harkemase Boys 2      |                   |                         |               |                  |        |         |
| Derde divisie |                                    | Quick '20 1        | HSC '21 2             |                   |                         |               |                  |        |         |
| Derde divisie |                                    | Quick Boys 2       | SV Huizen 1           |                   |                         |               |                  |        |         |
| Derde divisie |                                    | UDI '19 1          | Rijnsburgse Boys 2    |                   |                         |               |                  |        |         |
| Derde divisie |                                    | RKVV Westlandia 2  | FC Rijnvogels 1       |                   |                         |               |                  |        |         |
| Derde divisie |                                    | OJC Rosmalen 1     |                       |                   |                         |               |                  |        |         |
| Derde divisie |                                    | SVV Scheveningen 2 |                       |                   |                         |               |                  |        |         |
| |                                    |                    |                       |                   |                         |               |                  |        |         |
| Hoofdklasse 1 | AZSV                               | VV Chevremont      | Achilles Veen         |                   | Jodan Boys              |               |                  |        |         |
| Hoofdklasse 1 | Flevo Boys                         | RKSV Halsteren     |                       |                   |                         |               |                  |        |         |
| Hoofdklasse 1 | RKSV Groene Ster                   | Quick (Den Haag)   |                       |                   |                         |               |                  |        |         |
| Hoofdklasse 1 | vv Noordwijk                       | RVVH               |                       |                   |                         |               |                  |        |         |
| Hoofdklasse 1 | Oranje Nassau                      |                    |                       |                   |                         |               |                  |        |         |
| Hoofdklasse 1 | VV Staphorst                       |                    |                       |                   |                         |               |                  |        |         |
| Hoofdklasse 1 | AVV Swift                          |                    |                       |                   |                         |               |                  |        |         |
| |                                    |                    |                       |                   |                         |               |                  |        |         |
| Eerste Klasse 1 | VV Bennekom                        | AFC '34            |                       |                   |                         |               |                  |        |         |
| Eerste Klasse 1 | VV Kloetinge                       | VV Schaesberg      |                       |                   |                         |               |                  |        |         |
| Eerste Klasse 1 | SV Oranje Wit                      | SVZW Wierden       |                       |                   |                         |               |                  |        |         |
| Eerste Klasse 1 | RKVV Velsen                        |                    |                       |                   |                         |               |                  |        |         |
| |                                    |                    |                       |                   |                         |               |                  |        |         |
| Tweede Klasse 1 | RKZVC                              | VV Groningen       |                       |                   |                         |               |                  |        |         |
| Tweede Klasse 1 | WV-HEDW                            |                    |                       |                   |                         |               |                  |        |         |
| |                                    |                    |                       |                   |                         |               |                  |        |         |
| Derde Klasse 1 | Avanti '31                         |                    |                       |                   |                         |               |                  |        |         |
| |                                    |                    |                       |                   |                         |               |                  |        |         |
| \| Legenda \| \| \| Symbool/kleur \| \| \| 1 \| Ingestroomd in de eerste voorronde \| \| 2 \| Ingestroomd in de tweede voorronde \| \| 3 \| Ingestroomd in de eerste ronde \| \| \| Winnaar \| |                                    |                    |                       |                   |                         |               |                  |        |         |
| Legenda |                                    |                    |                       |                   |                         |               |                  |        |         |
| Symbool/kleur |                                    |                    |                       |                   |                         |               |                  |        |         |
| 1 | Ingestroomd in de eerste voorronde |                    |                       |                   |                         |               |                  |        |         |
| 2 | Ingestroomd in de tweede voorronde |                    |                       |                   |                         |               |                  |        |         |
| 3 | Ingestroomd in de eerste ronde     |                    |                       |                   |                         |               |                  |        |         |
| | Winnaar                            |                    |                       |                   |                         |               |                  |        |         |

## Wedstrijden

### Voorrondes
De loting voor de eerste en tweede voorronde werd op 2 juli 2016 verricht door Maikey Parami, die als speler van VVSB het jaar daarvoor opzien had gebaard door de halve finale te bereiken.

#### Eerste voorronde
In de eerste voorronde kwamen 36 amateurverenigingen in actie, de deelnemers waren resterende Topklasse teams (buiten de top 9 op de ranglijst per Topklasse) die geen nacompetitie speelden of rechtstreeks degraderen, de winnaars van de nacompetitie tussen Top- en Hoofdklasse en de halvefinalisten per districtsbeker.
|                        |           |               |                                    |                                                                                          |
| 16 augustus 2016 20:00 | Staphorst | 1 – 2 (1 – 1) | AZSV *                             | Stadion: Sportpark Het Noorderslag, Staphorst Toeschouwers: 300 Scheidsrechter: Annegarn |
| 16 augustus 2016 20:00 | Koster 9' |               | 28' Bouwmeister 79' Van der Eerden | Stadion: Sportpark Het Noorderslag, Staphorst Toeschouwers: 300 Scheidsrechter: Annegarn |
| 16 augustus 2016 20:00 |           |               |                                    | Stadion: Sportpark Het Noorderslag, Staphorst Toeschouwers: 300 Scheidsrechter: Annegarn |
| 16 augustus 2016 20:00 |           |               |                                    | Stadion: Sportpark Het Noorderslag, Staphorst Toeschouwers: 300 Scheidsrechter: Annegarn |
|                        |           |               |                                    |                                                                                          |

|                        |                                               |               |             |                                                                                      |
| 17 augustus 2016 18:00 | AFC '34 *                                     | 4 – 1 (0 – 0) | Bennekom    | Stadion: Gemeentelijk Sportpark, Alkmaar Toeschouwers: 150 Scheidsrechter: Cantineau |
| 17 augustus 2016 18:00 | Kansen 46' (pen.), 73' (pen.) Plange 52', 64' |               | 75' Rekmans | Stadion: Gemeentelijk Sportpark, Alkmaar Toeschouwers: 150 Scheidsrechter: Cantineau |
| 17 augustus 2016 18:00 |                                               |               |             | Stadion: Gemeentelijk Sportpark, Alkmaar Toeschouwers: 150 Scheidsrechter: Cantineau |
| 17 augustus 2016 18:00 |                                               |               |             | Stadion: Gemeentelijk Sportpark, Alkmaar Toeschouwers: 150 Scheidsrechter: Cantineau |
|                        |                                               |               |             |                                                                                      |

|                        |                                |               |            |                                                                              |
| 17 augustus 2016 18:00 | OFC *                          | 2 – 1 (2 – 0) | Flevo Boys | Stadion: Sportpark OFC, Oostzaan Toeschouwers: 200 Scheidsrechter: Te Kloeze |
| 17 augustus 2016 18:00 | Van de Leuv 19' El Yacoubi 38' |               | 90' Bakker | Stadion: Sportpark OFC, Oostzaan Toeschouwers: 200 Scheidsrechter: Te Kloeze |
| 17 augustus 2016 18:00 |                                |               |            | Stadion: Sportpark OFC, Oostzaan Toeschouwers: 200 Scheidsrechter: Te Kloeze |
| 17 augustus 2016 18:00 |                                |               |            | Stadion: Sportpark OFC, Oostzaan Toeschouwers: 200 Scheidsrechter: Te Kloeze |
|                        |                                |               |            |                                                                              |

|                        |         |                                   |             |                                                                                   |
| 17 augustus 2016 18:00 | WV-HEDW | 0 – 3 (0 – 1)                     | Quick '20 * | Stadion: Sportpark Middenmeer, Amsterdam Toeschouwers: 102 Scheidsrechter: Winkel |
| 17 augustus 2016 18:00 |         | 20' Snelders 65', 71' Van Benthem |             | Stadion: Sportpark Middenmeer, Amsterdam Toeschouwers: 102 Scheidsrechter: Winkel |
| 17 augustus 2016 18:00 |         |                                   |             | Stadion: Sportpark Middenmeer, Amsterdam Toeschouwers: 102 Scheidsrechter: Winkel |
| 17 augustus 2016 18:00 |         |                                   |             | Stadion: Sportpark Middenmeer, Amsterdam Toeschouwers: 102 Scheidsrechter: Winkel |
|                        |         |                                   |             |                                                                                   |

|                        |        |               |                |                                                                                     |
| 17 augustus 2016 18:00 | Velsen | 0 – 1 (0 – 1) | VV Groningen * | Stadion: Sportpark Driehuis, Velsen Toeschouwers: 300 Scheidsrechter: Van den Elzen |
| 17 augustus 2016 18:00 |        | 37' Oppewal   |                | Stadion: Sportpark Driehuis, Velsen Toeschouwers: 300 Scheidsrechter: Van den Elzen |
| 17 augustus 2016 18:00 |        |               |                | Stadion: Sportpark Driehuis, Velsen Toeschouwers: 300 Scheidsrechter: Van den Elzen |
| 17 augustus 2016 18:00 |        |               |                | Stadion: Sportpark Driehuis, Velsen Toeschouwers: 300 Scheidsrechter: Van den Elzen |
|                        |        |               |                |                                                                                     |

|                        |             |               |                                             |                                                                     |
| 17 augustus 2016 19:30 | FC Lisse    | 1 – 3 (0 – 1) | ASV De Dijk *                               | Stadion: Ter Specke, Lisse Toeschouwers: 400 Scheidsrechter: Teuben |
| 17 augustus 2016 19:30 | Fokkema 56' |               | 35' Ahahoui 80' Kaars 89' (pen.) El Gourari | Stadion: Ter Specke, Lisse Toeschouwers: 400 Scheidsrechter: Teuben |
| 17 augustus 2016 19:30 |             |               |                                             | Stadion: Ter Specke, Lisse Toeschouwers: 400 Scheidsrechter: Teuben |
| 17 augustus 2016 19:30 |             |               |                                             | Stadion: Ter Specke, Lisse Toeschouwers: 400 Scheidsrechter: Teuben |
|                        |             |               |                                             |                                                                     |

|                        |                                                 |                           |            |                                                                                    |
| 17 augustus 2016 19:30 | Schaesberg *                                    | 3 – 1 (1 – 1, 1 – 1) n.v. | Kloetinge  | Stadion: Sportpark Strijthagen, Schaesberg Toeschouwers: 175 Scheidsrechter: Vries |
| 17 augustus 2016 19:30 | B. Latten 14' Kraft 108' K. Benders 113' (pen.) |                           | 40' Mulder | Stadion: Sportpark Strijthagen, Schaesberg Toeschouwers: 175 Scheidsrechter: Vries |
| 17 augustus 2016 19:30 |                                                 |                           |            | Stadion: Sportpark Strijthagen, Schaesberg Toeschouwers: 175 Scheidsrechter: Vries |
| 17 augustus 2016 19:30 |                                                 |                           |            | Stadion: Sportpark Strijthagen, Schaesberg Toeschouwers: 175 Scheidsrechter: Vries |
|                        |                                                 |                           |            |                                                                                    |

|                        |                  |               |            |                                                                                        |
| 17 augustus 2016 19:45 | Quick *          | 2 – 0 (2 – 0) | Oranje Wit | Stadion: Sportpark Nieuw Hanenburg, Den Haag Toeschouwers: 250 Scheidsrechter: Kampman |
| 17 augustus 2016 19:45 | Boshoff 22', 33' |               |            | Stadion: Sportpark Nieuw Hanenburg, Den Haag Toeschouwers: 250 Scheidsrechter: Kampman |
| 17 augustus 2016 19:45 |                  |               |            | Stadion: Sportpark Nieuw Hanenburg, Den Haag Toeschouwers: 250 Scheidsrechter: Kampman |
| 17 augustus 2016 19:45 |                  |               |            | Stadion: Sportpark Nieuw Hanenburg, Den Haag Toeschouwers: 250 Scheidsrechter: Kampman |
|                        |                  |               |            |                                                                                        |

|                        |                           |               |            |                                                                                             |
| 17 augustus 2016 20:00 | ASWH *                    | 2 – 1 (2 – 1) | Chevremont | Stadion: Sportpark Schildman, Hendrik-Ido-Ambacht Toeschouwers: 500 Scheidsrechter: Ruperti |
| 17 augustus 2016 20:00 | Slotboom 13' De Lange 30' |               | 24' Arets  | Stadion: Sportpark Schildman, Hendrik-Ido-Ambacht Toeschouwers: 500 Scheidsrechter: Ruperti |
| 17 augustus 2016 20:00 |                           |               |            | Stadion: Sportpark Schildman, Hendrik-Ido-Ambacht Toeschouwers: 500 Scheidsrechter: Ruperti |
| 17 augustus 2016 20:00 |                           |               |            | Stadion: Sportpark Schildman, Hendrik-Ido-Ambacht Toeschouwers: 500 Scheidsrechter: Ruperti |
|                        |                           |               |            |                                                                                             |

|                        |               |                            |        |                                                                                   |
| 17 augustus 2016 20:00 | Be Quick 1887 | 0 – 2 (0 – 0)              | RVVH * | Stadion: Stadion Esserberg, Haren Toeschouwers: 225 Scheidsrechter: Van Vlokhoven |
| 17 augustus 2016 20:00 |               | 63' Bonevacia 90' De Jesus |        | Stadion: Stadion Esserberg, Haren Toeschouwers: 225 Scheidsrechter: Van Vlokhoven |
| 17 augustus 2016 20:00 |               |                            |        | Stadion: Stadion Esserberg, Haren Toeschouwers: 225 Scheidsrechter: Van Vlokhoven |
| 17 augustus 2016 20:00 |               |                            |        | Stadion: Stadion Esserberg, Haren Toeschouwers: 225 Scheidsrechter: Van Vlokhoven |
|                        |               |                            |        |                                                                                   |

|                        |                  |            |                                  |                                                                                     |
| 17 augustus 2016 20:00 | Groene Ster      | 0 – 2 n.v. | FC Rijnvogels *                  | Stadion: Sportpark Pronsebroek, Heerlerheide Toeschouwers: 200 Scheidsrechter: Bijl |
| 17 augustus 2016 20:00 | Maessen 36', 87' |            | 116' Van der Stoep 117' Van Veen | Stadion: Sportpark Pronsebroek, Heerlerheide Toeschouwers: 200 Scheidsrechter: Bijl |
| 17 augustus 2016 20:00 |                  |            |                                  | Stadion: Sportpark Pronsebroek, Heerlerheide Toeschouwers: 200 Scheidsrechter: Bijl |
| 17 augustus 2016 20:00 |                  |            |                                  | Stadion: Sportpark Pronsebroek, Heerlerheide Toeschouwers: 200 Scheidsrechter: Bijl |
|                        |                  |            |                                  |                                                                                     |

|                        |              |                                        |             |                                                                               |
| 17 augustus 2016 20:00 | Jodan Boys * | 1 – 1 (1 – 1, 0 – 0) n.v. (4 – 2 pen.) | Swift       | Stadion: Sportpark De Oosterwei, Gouda Toeschouwers: 450 Scheidsrechter: Smit |
| 17 augustus 2016 20:00 | Akanioui 62' |                                        | 71' Ruijter | Stadion: Sportpark De Oosterwei, Gouda Toeschouwers: 450 Scheidsrechter: Smit |
| 17 augustus 2016 20:00 |              |                                        |             | Stadion: Sportpark De Oosterwei, Gouda Toeschouwers: 450 Scheidsrechter: Smit |
| 17 augustus 2016 20:00 |              |                                        |             | Stadion: Sportpark De Oosterwei, Gouda Toeschouwers: 450 Scheidsrechter: Smit |
|                        |              |                                        |             |                                                                               |

|                        |                                                                |                           |                                                      |                                                                                   |
| 17 augustus 2016 20:00 | Noordwijk                                                      | 4 – 5 (3 – 3, 0 – 1) n.v. | UDI '19/Beter Bed *                                  | Stadion: Sportpark Duinwetering, Noordwijk Toeschouwers: 600 Scheidsrechter: Puts |
| 17 augustus 2016 20:00 | Lomis 57' Dorothea 75' Wendt 80' (pen.) Boukhari 90' Spil 112' |                           | 27', 87', 99' Koot 68' Van Geelkerken 93' Wassenberg | Stadion: Sportpark Duinwetering, Noordwijk Toeschouwers: 600 Scheidsrechter: Puts |
| 17 augustus 2016 20:00 |                                                                |                           |                                                      | Stadion: Sportpark Duinwetering, Noordwijk Toeschouwers: 600 Scheidsrechter: Puts |
| 17 augustus 2016 20:00 |                                                                |                           |                                                      | Stadion: Sportpark Duinwetering, Noordwijk Toeschouwers: 600 Scheidsrechter: Puts |
|                        |                                                                |                           |                                                      |                                                                                   |

|                        |                                    |               |               |                                                                                         |
| 17 augustus 2016 20:00 | OJC Rosmalen *                     | 3 – 0 (1 – 0) | Oranje Nassau | Stadion: Sportpark De Groote Wielen, Rosmalen Toeschouwers: 300 Scheidsrechter: Veekamp |
| 17 augustus 2016 20:00 | Gerlofs 45' (e.d.) Chraou 67', 71' |               |               | Stadion: Sportpark De Groote Wielen, Rosmalen Toeschouwers: 300 Scheidsrechter: Veekamp |
| 17 augustus 2016 20:00 |                                    |               |               | Stadion: Sportpark De Groote Wielen, Rosmalen Toeschouwers: 300 Scheidsrechter: Veekamp |
| 17 augustus 2016 20:00 |                                    |               |               | Stadion: Sportpark De Groote Wielen, Rosmalen Toeschouwers: 300 Scheidsrechter: Veekamp |
|                        |                                    |               |               |                                                                                         |

|                        |       |                                        |                 |                                                                                  |
| 17 augustus 2016 20:00 | RKZVC | 0 – 4 (0 – 2)                          | Achilles Veen * | Stadion: De Greune Weide, Zieuwent Toeschouwers: 300 Scheidsrechter: Van der Pol |
| 17 augustus 2016 20:00 |       | 16', 67' Aerts 35' Reniers 48' Andjole |                 | Stadion: De Greune Weide, Zieuwent Toeschouwers: 300 Scheidsrechter: Van der Pol |
| 17 augustus 2016 20:00 |       |                                        |                 | Stadion: De Greune Weide, Zieuwent Toeschouwers: 300 Scheidsrechter: Van der Pol |
| 17 augustus 2016 20:00 |       |                                        |                 | Stadion: De Greune Weide, Zieuwent Toeschouwers: 300 Scheidsrechter: Van der Pol |
|                        |       |                                        |                 |                                                                                  |

|                        |         |                           |             |                                                                                     |
| 17 augustus 2016 20:00 | SteDoCo | 0 – 2 (0 – 1)             | SV Huizen * | Stadion: Sportpark SteDoCo, Hoornaar Toeschouwers: 300 Scheidsrechter: Van der Laan |
| 17 augustus 2016 20:00 |         | 38' De Graaf 52' Van Loen |             | Stadion: Sportpark SteDoCo, Hoornaar Toeschouwers: 300 Scheidsrechter: Van der Laan |
| 17 augustus 2016 20:00 |         |                           |             | Stadion: Sportpark SteDoCo, Hoornaar Toeschouwers: 300 Scheidsrechter: Van der Laan |
| 17 augustus 2016 20:00 |         |                           |             | Stadion: Sportpark SteDoCo, Hoornaar Toeschouwers: 300 Scheidsrechter: Van der Laan |
|                        |         |                           |             |                                                                                     |

|                        |           |                                        |                  |                                                                         |
| 17 augustus 2016 20:00 | VVOG      | 1 – 1 (1 – 1, 0 – 0) n.v. (3 – 5 pen.) | Halsteren *      | Stadion: De Strokel, Harderwijk Toeschouwers: 600 Scheidsrechter: Dröge |
| 17 augustus 2016 20:00 | Braam 48' |                                        | 82' (pen.) Amoah | Stadion: De Strokel, Harderwijk Toeschouwers: 600 Scheidsrechter: Dröge |
| 17 augustus 2016 20:00 |           |                                        |                  | Stadion: De Strokel, Harderwijk Toeschouwers: 600 Scheidsrechter: Dröge |
| 17 augustus 2016 20:00 |           |                                        |                  | Stadion: De Strokel, Harderwijk Toeschouwers: 600 Scheidsrechter: Dröge |
|                        |           |                                        |                  |                                                                         |

|                        |            |                        |        |                                                                                         |
| 17 augustus 2016 20:00 | Avanti '31 | 0 – 2 (0 – 0)          | SVZW * | Stadion: Sportpark De Molenheide, Schijndel Toeschouwers: 400 Scheidsrechter: Nagtegaal |
| 17 augustus 2016 20:00 |            | 67' Andrzejak 85' Aman |        | Stadion: Sportpark De Molenheide, Schijndel Toeschouwers: 400 Scheidsrechter: Nagtegaal |
| 17 augustus 2016 20:00 |            |                        |        | Stadion: Sportpark De Molenheide, Schijndel Toeschouwers: 400 Scheidsrechter: Nagtegaal |
| 17 augustus 2016 20:00 |            |                        |        | Stadion: Sportpark De Molenheide, Schijndel Toeschouwers: 400 Scheidsrechter: Nagtegaal |
|                        |            |                        |        |                                                                                         |

#### Tweede voorronde
In de tweede voorronde kwamen 42 amateurverenigingen in actie, de deelnemers waren de 18 winnaars van de eerste voorronde en de eerste negen elftallen op de ranglijst per Topklasse en de zes kampioenen van de Hoofdklassen.
|                        |            |                                |                    |                                                                             |
| 23 augustus 2016 20:00 | Quick Boys | 0 – 2 (0 – 0)                  | IJsselmeervogels * | Stadion: Nieuw Zuid, Katwijk Toeschouwers: 1.834 Scheidsrechter: Bronsvoort |
| 23 augustus 2016 20:00 |            | 85' De Harder 90+3' Burgerhout |                    | Stadion: Nieuw Zuid, Katwijk Toeschouwers: 1.834 Scheidsrechter: Bronsvoort |
| 23 augustus 2016 20:00 |            |                                |                    | Stadion: Nieuw Zuid, Katwijk Toeschouwers: 1.834 Scheidsrechter: Bronsvoort |
| 23 augustus 2016 20:00 |            |                                |                    | Stadion: Nieuw Zuid, Katwijk Toeschouwers: 1.834 Scheidsrechter: Bronsvoort |
|                        |            |                                |                    |                                                                             |

|                        |           |               |                                                                |                                                                                  |
| 24 augustus 2016 18:00 | AFC       | 1 – 5 (1 – 4) | Kozakken Boys *                                                | Stadion: Sportpark Goed Genoeg, Amsterdam Toeschouwers: 400 Scheidsrechter: Puts |
| 24 augustus 2016 18:00 | Kluin 30' |               | 9', 63' (pen.) Pires Tavares 13' Mendes Moreira 19', 38' Powel | Stadion: Sportpark Goed Genoeg, Amsterdam Toeschouwers: 400 Scheidsrechter: Puts |
| 24 augustus 2016 18:00 |           |               |                                                                | Stadion: Sportpark Goed Genoeg, Amsterdam Toeschouwers: 400 Scheidsrechter: Puts |
| 24 augustus 2016 18:00 |           |               |                                                                | Stadion: Sportpark Goed Genoeg, Amsterdam Toeschouwers: 400 Scheidsrechter: Puts |
|                        |           |               |                                                                |                                                                                  |

|                        |                          |               |                                                                 |                                                                                 |
| 24 augustus 2016 18:00 | AFC '34                  | 2 – 6 (2 – 1) | FC Rijnvogels *                                                 | Stadion: Gemeentelijk Sportpark, Alkmaar Toeschouwers: 150 Scheidsrechter: Smit |
| 24 augustus 2016 18:00 | Schuffelen 1' Dihalu 11' |               | 20' Dijkstra 54' Van der Stoep 58', 76' Kaya 84', 90' Van Duijn | Stadion: Gemeentelijk Sportpark, Alkmaar Toeschouwers: 150 Scheidsrechter: Smit |
| 24 augustus 2016 18:00 |                          |               |                                                                 | Stadion: Gemeentelijk Sportpark, Alkmaar Toeschouwers: 150 Scheidsrechter: Smit |
| 24 augustus 2016 18:00 |                          |               |                                                                 | Stadion: Gemeentelijk Sportpark, Alkmaar Toeschouwers: 150 Scheidsrechter: Smit |
|                        |                          |               |                                                                 |                                                                                 |

|                        |                                    |               |           |                                                                                      |
| 24 augustus 2016 18:00 | Dongen *                           | 2 – 1 (0 – 1) | OFC       | Stadion: Sportpark de Biezen, Dongen Toeschouwers: 450 Scheidsrechter: Van den Elzen |
| 24 augustus 2016 18:00 | Hultermans 85' Van der Waarden 90' |               | 32' Aanzi | Stadion: Sportpark de Biezen, Dongen Toeschouwers: 450 Scheidsrechter: Van den Elzen |
| 24 augustus 2016 18:00 |                                    |               |           | Stadion: Sportpark de Biezen, Dongen Toeschouwers: 450 Scheidsrechter: Van den Elzen |
| 24 augustus 2016 18:00 |                                    |               |           | Stadion: Sportpark de Biezen, Dongen Toeschouwers: 450 Scheidsrechter: Van den Elzen |
|                        |                                    |               |           |                                                                                      |

|                        |                                                                 |                                        |                                                              |                                                                                   |
| 24 augustus 2016 18:00 | Magreb '90                                                      | 5 – 5 (3 – 3, 2 – 2) n.v. (3 – 4 pen.) | Harkemase Boys *                                             | Stadion: Sportpark Papendorp, Utrecht Toeschouwers: 350 Scheidsrechter: Cantineau |
| 24 augustus 2016 18:00 | Chibrani 1' Demirci 25' Te Vrede 82' Samsey 106' Bellahsan 119' |                                        | 17' Hardijk 45' Bouius 90' Musliu 96' Schokker 105' Uuldriks | Stadion: Sportpark Papendorp, Utrecht Toeschouwers: 350 Scheidsrechter: Cantineau |
| 24 augustus 2016 18:00 |                                                                 |                                        |                                                              | Stadion: Sportpark Papendorp, Utrecht Toeschouwers: 350 Scheidsrechter: Cantineau |
| 24 augustus 2016 18:00 |                                                                 |                                        |                                                              | Stadion: Sportpark Papendorp, Utrecht Toeschouwers: 350 Scheidsrechter: Cantineau |
|                        |                                                                 |                                        |                                                              |                                                                                   |

|                        |                                                                      |               |                         |                                                                                     |
| 24 augustus 2016 18:00 | Scheveningen *                                                       | 5 – 2 (0 – 1) | GVVV                    | Stadion: Sportpark Houtrust, Scheveningen Toeschouwers: 300 Scheidsrechter: Ruperti |
| 24 augustus 2016 18:00 | Nieuwlaat 46' Barradas 67' (pen.), 80' De Vlugt 69' Jungschläger 74' |               | 15' Tervoert 84' Mulder | Stadion: Sportpark Houtrust, Scheveningen Toeschouwers: 300 Scheidsrechter: Ruperti |
| 24 augustus 2016 18:00 |                                                                      |               |                         | Stadion: Sportpark Houtrust, Scheveningen Toeschouwers: 300 Scheidsrechter: Ruperti |
| 24 augustus 2016 18:00 |                                                                      |               |                         | Stadion: Sportpark Houtrust, Scheveningen Toeschouwers: 300 Scheidsrechter: Ruperti |
|                        |                                                                      |               |                         |                                                                                     |

|                        |                 |               |                                 |                                                                                      |
| 24 augustus 2016 18:00 | Quick '20       | 1 – 3 (0 – 1) | JVC Cuijk *                     | Stadion: Sportpark Vondersweijde, Oldenzaal Toeschouwers: 300 Scheidsrechter: Winkel |
| 24 augustus 2016 18:00 | Oude Lashof 79' |               | 18', 90' Maria 90' (pen.) Zaimi | Stadion: Sportpark Vondersweijde, Oldenzaal Toeschouwers: 300 Scheidsrechter: Winkel |
| 24 augustus 2016 18:00 |                 |               |                                 | Stadion: Sportpark Vondersweijde, Oldenzaal Toeschouwers: 300 Scheidsrechter: Winkel |
| 24 augustus 2016 18:00 |                 |               |                                 | Stadion: Sportpark Vondersweijde, Oldenzaal Toeschouwers: 300 Scheidsrechter: Winkel |
|                        |                 |               |                                 |                                                                                      |

|                        |                        |               |          |                                                                                           |
| 24 augustus 2016 18:00 | VVSB *                 | 2 – 0 (0 – 0) | Hercules | Stadion: Sportpark de Boekhorst, Noordwijkerhout Toeschouwers: 450 Scheidsrechter: Teuben |
| 24 augustus 2016 18:00 | Parami 70' Serbony 90' |               |          | Stadion: Sportpark de Boekhorst, Noordwijkerhout Toeschouwers: 450 Scheidsrechter: Teuben |
| 24 augustus 2016 18:00 |                        |               |          | Stadion: Sportpark de Boekhorst, Noordwijkerhout Toeschouwers: 450 Scheidsrechter: Teuben |
| 24 augustus 2016 18:00 |                        |               |          | Stadion: Sportpark de Boekhorst, Noordwijkerhout Toeschouwers: 450 Scheidsrechter: Teuben |
|                        |                        |               |          |                                                                                           |

|                        |                                       |               |                                    |                                                                      |
| 24 augustus 2016 19:30 | DVS '33 *                             | 4 – 2 (1 – 1) | AZSV                               | Stadion: Sportlaan, Ermelo Toeschouwers: 350 Scheidsrechter: Kampman |
| 24 augustus 2016 19:30 | Sahbaz 33', 65' De Ruiter 49' Epe 81' |               | 43' Van der Eerden 52' Bouwmeister | Stadion: Sportlaan, Ermelo Toeschouwers: 350 Scheidsrechter: Kampman |
| 24 augustus 2016 19:30 |                                       |               |                                    | Stadion: Sportlaan, Ermelo Toeschouwers: 350 Scheidsrechter: Kampman |
| 24 augustus 2016 19:30 |                                       |               |                                    | Stadion: Sportlaan, Ermelo Toeschouwers: 350 Scheidsrechter: Kampman |
|                        |                                       |               |                                    |                                                                      |

|                        |                           |               |                                         |                                                                                    |
| 24 augustus 2016 19:30 | Schaesberg                | 2 – 3 (1 – 2) | HSC '21 *                               | Stadion: Sportpark Strijthagen, Schaesberg Toeschouwers: 200 Scheidsrechter: Cairo |
| 24 augustus 2016 19:30 | D. Latten 42' (pen.), 87' |               | 38' Ottink 40' Screever 83' T. ter Hogt | Stadion: Sportpark Strijthagen, Schaesberg Toeschouwers: 200 Scheidsrechter: Cairo |
| 24 augustus 2016 19:30 |                           |               |                                         | Stadion: Sportpark Strijthagen, Schaesberg Toeschouwers: 200 Scheidsrechter: Cairo |
| 24 augustus 2016 19:30 |                           |               |                                         | Stadion: Sportpark Strijthagen, Schaesberg Toeschouwers: 200 Scheidsrechter: Cairo |
|                        |                           |               |                                         |                                                                                    |

|                        |                                                |               |                           |                                                                                  |
| 24 augustus 2016 19:30 | UNA *                                          | 3 – 2 (1 – 0) | ODIN '59                  | Stadion: Sportpark Zeelst, Veldhoven Toeschouwers: 500 Scheidsrechter: Nagtegaal |
| 24 augustus 2016 19:30 | N. van Boekel 38' (pen.) Van de Gevel 47', 52' |               | 49' Cremers 79' Klijbroek | Stadion: Sportpark Zeelst, Veldhoven Toeschouwers: 500 Scheidsrechter: Nagtegaal |
| 24 augustus 2016 19:30 |                                                |               |                           | Stadion: Sportpark Zeelst, Veldhoven Toeschouwers: 500 Scheidsrechter: Nagtegaal |
| 24 augustus 2016 19:30 |                                                |               |                           | Stadion: Sportpark Zeelst, Veldhoven Toeschouwers: 500 Scheidsrechter: Nagtegaal |
|                        |                                                |               |                           |                                                                                  |

|                        |           |                                 |           |                                                                              |
| 24 augustus 2016 19:30 | Halsteren | 0 – 3 (0 – 0)                   | Capelle * | Stadion: Sportpark De Beek, Halsteren Toeschouwers: 250 Scheidsrechter: Bijl |
| 24 augustus 2016 19:30 |           | 57', 67' Van der Steen 84' Fens |           | Stadion: Sportpark De Beek, Halsteren Toeschouwers: 250 Scheidsrechter: Bijl |
| 24 augustus 2016 19:30 |           |                                 |           | Stadion: Sportpark De Beek, Halsteren Toeschouwers: 250 Scheidsrechter: Bijl |
| 24 augustus 2016 19:30 |           |                                 |           | Stadion: Sportpark De Beek, Halsteren Toeschouwers: 250 Scheidsrechter: Bijl |
|                        |           |                                 |           |                                                                              |

|                        |                           |               |                                         |                                                                                    |
| 24 augustus 2016 19:45 | HBS-Craeyenhout           | 2 – 3 (1 – 1) | Achilles Veen *                         | Stadion: Sportpark Craeyenhout, Den Haag Toeschouwers: 400 Scheidsrechter: Gansner |
| 24 augustus 2016 19:45 | Hulst 23' Aoulad Said 53' |               | 15', 89' (pen.) Van Zaanen 76' Kuijpers | Stadion: Sportpark Craeyenhout, Den Haag Toeschouwers: 400 Scheidsrechter: Gansner |
| 24 augustus 2016 19:45 |                           |               |                                         | Stadion: Sportpark Craeyenhout, Den Haag Toeschouwers: 400 Scheidsrechter: Gansner |
| 24 augustus 2016 19:45 |                           |               |                                         | Stadion: Sportpark Craeyenhout, Den Haag Toeschouwers: 400 Scheidsrechter: Gansner |
|                        |                           |               |                                         |                                                                                    |

|                        |       |                     |       |                                                                                               |
| 24 augustus 2016 19:45 | Quick | 0 – 1 n.v.          | EVV * | Stadion: Sportpark Nieuw Hanenburg, Den Haag Toeschouwers: 250 Scheidsrechter: De Brito Roque |
| 24 augustus 2016 19:45 |       | 112' (pen.) Lemmens |       | Stadion: Sportpark Nieuw Hanenburg, Den Haag Toeschouwers: 250 Scheidsrechter: De Brito Roque |
| 24 augustus 2016 19:45 |       |                     |       | Stadion: Sportpark Nieuw Hanenburg, Den Haag Toeschouwers: 250 Scheidsrechter: De Brito Roque |
| 24 augustus 2016 19:45 |       |                     |       | Stadion: Sportpark Nieuw Hanenburg, Den Haag Toeschouwers: 250 Scheidsrechter: De Brito Roque |
|                        |       |                     |       |                                                                                               |

|                        |                                            |               |                    |                                                                                     |
| 24 augustus 2016 20:00 | Barendrecht *                              | 3 – 1 (1 – 0) | Juliana '31        | Stadion: Sportpark de Bongerd, Barendrecht Toeschouwers: 450 Scheidsrechter: Selier |
| 24 augustus 2016 20:00 | Eekman 45' (pen.) Winterberg 54' Salem 80' |               | 83' (pen.) Meijers | Stadion: Sportpark de Bongerd, Barendrecht Toeschouwers: 450 Scheidsrechter: Selier |
| 24 augustus 2016 20:00 |                                            |               |                    | Stadion: Sportpark de Bongerd, Barendrecht Toeschouwers: 450 Scheidsrechter: Selier |
| 24 augustus 2016 20:00 |                                            |               |                    | Stadion: Sportpark de Bongerd, Barendrecht Toeschouwers: 450 Scheidsrechter: Selier |
|                        |                                            |               |                    |                                                                                     |

|                        |      |                           |        |                                                                                         |
| 24 augustus 2016 20:00 | RVVH | 0 – 2 (0 – 1)             | ASWH * | Stadion: Sportpark Ridderkerk, Ridderkerk Toeschouwers: 900 Scheidsrechter: Van der Pol |
| 24 augustus 2016 20:00 |      | 45' (pen.), 53' Olijfveld |        | Stadion: Sportpark Ridderkerk, Ridderkerk Toeschouwers: 900 Scheidsrechter: Van der Pol |
| 24 augustus 2016 20:00 |      |                           |        | Stadion: Sportpark Ridderkerk, Ridderkerk Toeschouwers: 900 Scheidsrechter: Van der Pol |
| 24 augustus 2016 20:00 |      |                           |        | Stadion: Sportpark Ridderkerk, Ridderkerk Toeschouwers: 900 Scheidsrechter: Van der Pol |
|                        |      |                           |        |                                                                                         |

|                        |                                      |               |      |                                                                                |
| 24 augustus 2016 20:00 | Jodan Boys *                         | 3 – 0 (3 – 0) | SVZW | Stadion: Sportpark de Oosterwei, Gouda Toeschouwers: 475 Scheidsrechter: Vries |
| 24 augustus 2016 20:00 | Brank 45' Waandels 54' Pattinama 80' |               |      | Stadion: Sportpark de Oosterwei, Gouda Toeschouwers: 475 Scheidsrechter: Vries |
| 24 augustus 2016 20:00 |                                      |               |      | Stadion: Sportpark de Oosterwei, Gouda Toeschouwers: 475 Scheidsrechter: Vries |
| 24 augustus 2016 20:00 |                                      |               |      | Stadion: Sportpark de Oosterwei, Gouda Toeschouwers: 475 Scheidsrechter: Vries |
|                        |                                      |               |      |                                                                                |

|                        |                   |                 |                    |                                                                                   |
| 24 augustus 2016 20:00 | UDI '19/Beter Bed | 0 – 1 (0 – 1)   | Rijnsburgse Boys * | Stadion: Sportpark Parkzicht, Uden Toeschouwers: 400 Scheidsrechter: Van der Laan |
| 24 augustus 2016 20:00 |                   | 33' El Yaakoubi |                    | Stadion: Sportpark Parkzicht, Uden Toeschouwers: 400 Scheidsrechter: Van der Laan |
| 24 augustus 2016 20:00 |                   |                 |                    | Stadion: Sportpark Parkzicht, Uden Toeschouwers: 400 Scheidsrechter: Van der Laan |
| 24 augustus 2016 20:00 |                   |                 |                    | Stadion: Sportpark Parkzicht, Uden Toeschouwers: 400 Scheidsrechter: Van der Laan |
|                        |                   |                 |                    |                                                                                   |

|                        |                                                       |               |                |                                                                                          |
| 24 augustus 2016 20:00 | OJC Rosmalen *                                        | 5 – 1 (3 – 0) | VV Groningen   | Stadion: Sportpark De Groote Wielen, Rosmalen Toeschouwers: 450 Scheidsrechter: Annegarn |
| 24 augustus 2016 20:00 | Lokasi 1' Alakmak 18' Chraou 20', 88' Van der Ven 79' |               | 90' W. Walstra | Stadion: Sportpark De Groote Wielen, Rosmalen Toeschouwers: 450 Scheidsrechter: Annegarn |
| 24 augustus 2016 20:00 |                                                       |               |                | Stadion: Sportpark De Groote Wielen, Rosmalen Toeschouwers: 450 Scheidsrechter: Annegarn |
| 24 augustus 2016 20:00 |                                                       |               |                | Stadion: Sportpark De Groote Wielen, Rosmalen Toeschouwers: 450 Scheidsrechter: Annegarn |
|                        |                                                       |               |                |                                                                                          |

|                        |             |               |                     |                                                                         |
| 24 augustus 2016 20:00 | ONS Sneek   | 1 – 2 (0 – 1) | ASV De Dijk *       | Stadion: Zuidersportpark, Sneek Toeschouwers: 400 Scheidsrechter: Dröge |
| 24 augustus 2016 20:00 | Stevens 57' |               | 32' Kaars 74' Menzo | Stadion: Zuidersportpark, Sneek Toeschouwers: 400 Scheidsrechter: Dröge |
| 24 augustus 2016 20:00 |             |               |                     | Stadion: Zuidersportpark, Sneek Toeschouwers: 400 Scheidsrechter: Dröge |
| 24 augustus 2016 20:00 |             |               |                     | Stadion: Zuidersportpark, Sneek Toeschouwers: 400 Scheidsrechter: Dröge |
|                        |             |               |                     |                                                                         |

|                        |                                        |                                        |                                       |                                                                                    |
| 24 augustus 2016 20:00 | SV Huizen *                            | 3 – 3 (3 – 3, 2 – 1) n.v. (4 – 3 pen.) | RKVV Westlandia                       | Stadion: Sportpark de Wolfskamer, Huizen Toeschouwers: 200 Scheidsrechter: Veekamp |
| 24 augustus 2016 20:00 | Van Loen 1' Eijkemans 12' De Graaf 78' |                                        | 22', 90' Spruijt 58' 36', 99' De Jong | Stadion: Sportpark de Wolfskamer, Huizen Toeschouwers: 200 Scheidsrechter: Veekamp |
| 24 augustus 2016 20:00 |                                        |                                        |                                       | Stadion: Sportpark de Wolfskamer, Huizen Toeschouwers: 200 Scheidsrechter: Veekamp |
| 24 augustus 2016 20:00 |                                        |                                        |                                       | Stadion: Sportpark de Wolfskamer, Huizen Toeschouwers: 200 Scheidsrechter: Veekamp |
|                        |                                        |                                        |                                       |                                                                                    |

### Hoofdtoernooi

#### Video-assistent
De KNVB had van de IFAB en van de FIFA toestemming verkregen om dit seizoen te starten met live-testen van de video-assistent. Zij koos dit te doen in de KNVB Beker-competitie, omdat er geen sprake was van een ranglijst en de duels losstonden van de wedstrijden van andere clubs. Per ronde werd gekeken bij welke wedstrijden dit werd getest en dit was gebaseerd op de beschikbaarheid van voldoende televisiecamera's en de benodigde infrastructurele voorzieningen die bij de stadions aanwezig waren. De Video Assistent Referee was een scheidsrechter die de arbitrage kon ondersteunen in het nemen van cruciale beslissingen in de wedstrijd. Dit deed hij op basis van beelden van de aanwezige camera's in het stadion en vanuit een bus nabij hetzelfde stadion. De video-assistent adviseerde de scheidsrechter bij wedstrijdbepalende spelsituaties: penalty's, rodekaartmomenten en doelpunten waar een overtreding of buitenspel aan vooraf was gegaan. Het ging om een advies. De scheidsrechter op het veld bleef verantwoordelijk voor de beslissingen. En vanaf de kwartfinale werd er ook getest met een beeldscherm naast het veld, zodat de scheidsrechter het advies van de video-assistent kon terugkijken. Vanaf de halve finale assisteerde de video-assistent vanuit een centrale plek in Hilversum. Deze plek was op het Media Park in een zogeheten KNVB Replay Center.

#### Eerste ronde
In de eerste ronde kwamen uit: de 21 winnaars uit de tweede voorronde, de Topklasse-kampioenen en de betaaldvoetbalorganisaties. De clubs die op 25 september nog op Europees niveau actief waren, kwamen niet tegen elkaar uit. De amateurverenigingen speelden thuis bij loting tegen een betaaldvoetbalorganisatie. De loting werd verricht door oud-voetballer John Metgod op 27 augustus in de Fox Sports-studio.
|                         |            |                                                  |                |                                                                                              |
| 20 september 2016 17:00 | vv Capelle | 0 – 4 (0 – 2)                                    | FC Groningen * | Stadion: Sportpark 't Slot, Capelle aan den IJssel Toeschouwers: 1.200 Scheidsrechter: Blank |
| 20 september 2016 17:00 |            | 9' Hoesen 15' Van Weert 65' Hateboer 79' Sørloth |                | Stadion: Sportpark 't Slot, Capelle aan den IJssel Toeschouwers: 1.200 Scheidsrechter: Blank |
| 20 september 2016 17:00 |            |                                                  |                | Stadion: Sportpark 't Slot, Capelle aan den IJssel Toeschouwers: 1.200 Scheidsrechter: Blank |
| 20 september 2016 17:00 |            |                                                  |                | Stadion: Sportpark 't Slot, Capelle aan den IJssel Toeschouwers: 1.200 Scheidsrechter: Blank |
|                         |            |                                                  |                |                                                                                              |

|                         |               |               |              |                                                                                     |
| 20 september 2016 17:00 | FC Rijnvogels | 0 – 1 (0 – 0) | SC Cambuur * | Stadion: Sportpark de Kooltuin, Katwijk Toeschouwers: 550 Scheidsrechter: Dieperink |
| 20 september 2016 17:00 |               | 89' Barto     |              | Stadion: Sportpark de Kooltuin, Katwijk Toeschouwers: 550 Scheidsrechter: Dieperink |
| 20 september 2016 17:00 |               |               |              | Stadion: Sportpark de Kooltuin, Katwijk Toeschouwers: 550 Scheidsrechter: Dieperink |
| 20 september 2016 17:00 |               |               |              | Stadion: Sportpark de Kooltuin, Katwijk Toeschouwers: 550 Scheidsrechter: Dieperink |
|                         |               |               |              |                                                                                     |

|                         |                                    |               |                           |                                                                                     |
| 20 september 2016 17:00 | SVV Scheveningen                   | 1 – 2 (1 – 2) | FC Emmen *                | Stadion: Sportpark Houtrust, Scheveningen Toeschouwers: 355 Scheidsrechter: Gerrets |
| 20 september 2016 17:00 | T. Peters 31' Schwiebbe 75', 90+1' |               | 33' C. Peters 40' Siekman | Stadion: Sportpark Houtrust, Scheveningen Toeschouwers: 355 Scheidsrechter: Gerrets |
| 20 september 2016 17:00 |                                    |               |                           | Stadion: Sportpark Houtrust, Scheveningen Toeschouwers: 355 Scheidsrechter: Gerrets |
| 20 september 2016 17:00 |                                    |               |                           | Stadion: Sportpark Houtrust, Scheveningen Toeschouwers: 355 Scheidsrechter: Gerrets |
|                         |                                    |               |                           |                                                                                     |

|                         |                  |                |                  |                                                                                         |
| 20 september 2016 17:00 | Rijnsburgse Boys | 0 – 2 (0 – 1)  | Almere City FC * | Stadion: Sportpark Middelmors, Rijnsburg Toeschouwers: 600 Scheidsrechter: Van der Eijk |
| 20 september 2016 17:00 |                  | 20', 81' Arica |                  | Stadion: Sportpark Middelmors, Rijnsburg Toeschouwers: 600 Scheidsrechter: Van der Eijk |
| 20 september 2016 17:00 |                  |                |                  | Stadion: Sportpark Middelmors, Rijnsburg Toeschouwers: 600 Scheidsrechter: Van der Eijk |
| 20 september 2016 17:00 |                  |                |                  | Stadion: Sportpark Middelmors, Rijnsburg Toeschouwers: 600 Scheidsrechter: Van der Eijk |
|                         |                  |                |                  |                                                                                         |

|                         |            |               |                                      |                                                                                               |
| 20 september 2016 18:30 | JVC Cuijk  | 1 – 3 (0 – 2) | Telstar *                            | Stadion: Sportpark de Groenendijkse Kampen, Cuijk Toeschouwers: 777 Scheidsrechter: C. Mulder |
| 20 september 2016 18:30 | Ritzen 63' |               | 14' Ajnane 39' Mahmudov 90' Abdulahi | Stadion: Sportpark de Groenendijkse Kampen, Cuijk Toeschouwers: 777 Scheidsrechter: C. Mulder |
| 20 september 2016 18:30 |            |               |                                      | Stadion: Sportpark de Groenendijkse Kampen, Cuijk Toeschouwers: 777 Scheidsrechter: C. Mulder |
| 20 september 2016 18:30 |            |               |                                      | Stadion: Sportpark de Groenendijkse Kampen, Cuijk Toeschouwers: 777 Scheidsrechter: C. Mulder |
|                         |            |               |                                      |                                                                                               |

|                         |           |                |             |                                                                                  |
| 20 september 2016 18:30 | NAC Breda | 0 – 2 (0 – 2)  | VVV-Venlo * | Stadion: Rat Verlegh Stadion, Breda Toeschouwers: 5.734 Scheidsrechter: Kamphuis |
| 20 september 2016 18:30 |           | 29', 40' Hunte |             | Stadion: Rat Verlegh Stadion, Breda Toeschouwers: 5.734 Scheidsrechter: Kamphuis |
| 20 september 2016 18:30 |           |                |             | Stadion: Rat Verlegh Stadion, Breda Toeschouwers: 5.734 Scheidsrechter: Kamphuis |
| 20 september 2016 18:30 |           |                |             | Stadion: Rat Verlegh Stadion, Breda Toeschouwers: 5.734 Scheidsrechter: Kamphuis |
|                         |           |                |             |                                                                                  |

|                         |                     |                                        |                                     |                                                                          |
| 20 september 2016 20:00 | FC Volendam *       | 3 – 3 (3 – 3, 0 – 2) n.v. (5 – 4 pen.) | MVV Maastricht                      | Stadion: Krasstadion, Volendam Toeschouwers: 1.094 Scheidsrechter: Kooij |
| 20 september 2016 20:00 | Tuijp 52', 71', 79' |                                        | 20' Pedro 34' Verheydt 62' Schroyen | Stadion: Krasstadion, Volendam Toeschouwers: 1.094 Scheidsrechter: Kooij |
| 20 september 2016 20:00 |                     |                                        |                                     | Stadion: Krasstadion, Volendam Toeschouwers: 1.094 Scheidsrechter: Kooij |
| 20 september 2016 20:00 |                     |                                        |                                     | Stadion: Krasstadion, Volendam Toeschouwers: 1.094 Scheidsrechter: Kooij |
|                         |                     |                                        |                                     |                                                                          |

|                         |     |                                     |                |                                                                                    |
| 20 september 2016 20:00 | EVV | 0 – 3 (0 – 0)                       | RKC Waalwijk * | Stadion: Sportpark "In de Bandert", Echt Toeschouwers: 600 Scheidsrechter: Oostrom |
| 20 september 2016 20:00 |     | 53' Benson 67' Langedijk 73' Greene |                | Stadion: Sportpark "In de Bandert", Echt Toeschouwers: 600 Scheidsrechter: Oostrom |
| 20 september 2016 20:00 |     |                                     |                | Stadion: Sportpark "In de Bandert", Echt Toeschouwers: 600 Scheidsrechter: Oostrom |
| 20 september 2016 20:00 |     |                                     |                | Stadion: Sportpark "In de Bandert", Echt Toeschouwers: 600 Scheidsrechter: Oostrom |
|                         |     |                                     |                |                                                                                    |

|                         |                      |               |                           |                                                                               |
| 20 september 2016 20:00 | FC Den Bosch         | 2 – 3 (1 – 1) | FC Eindhoven *            | Stadion: De Vliert, 's-Hertogenbosch Toeschouwers: 1.514 Scheidsrechter: Blom |
| 20 september 2016 20:00 | Havar 24' Bilate 83' |               | 11', 79' Lieder 87' Vloet | Stadion: De Vliert, 's-Hertogenbosch Toeschouwers: 1.514 Scheidsrechter: Blom |
| 20 september 2016 20:00 |                      |               |                           | Stadion: De Vliert, 's-Hertogenbosch Toeschouwers: 1.514 Scheidsrechter: Blom |
| 20 september 2016 20:00 |                      |               |                           | Stadion: De Vliert, 's-Hertogenbosch Toeschouwers: 1.514 Scheidsrechter: Blom |
|                         |                      |               |                           |                                                                               |

|                         |                 |                 |             |                                                                                                |
| 20 september 2016 20:00 | BVV Barendrecht | 0 – 1 (0 – 1)   | Excelsior * | Stadion: Sportpark de Bongerd, Barendrecht Toeschouwers: 1.225 Scheidsrechter: Van den Kerkhof |
| 20 september 2016 20:00 |                 | 26' Hasselbaink |             | Stadion: Sportpark de Bongerd, Barendrecht Toeschouwers: 1.225 Scheidsrechter: Van den Kerkhof |
| 20 september 2016 20:00 |                 |                 |             | Stadion: Sportpark de Bongerd, Barendrecht Toeschouwers: 1.225 Scheidsrechter: Van den Kerkhof |
| 20 september 2016 20:00 |                 |                 |             | Stadion: Sportpark de Bongerd, Barendrecht Toeschouwers: 1.225 Scheidsrechter: Van den Kerkhof |
|                         |                 |                 |             |                                                                                                |

|                         |                                  |               |              |                                                                                             |
| 20 september 2016 20:00 | IJsselmeervogels *               | 3 – 1 (1 – 0) | Achilles '29 | Stadion: Sportpark de Westmaat, Spakenburg Toeschouwers: 1.242 Scheidsrechter: Van de Graaf |
| 20 september 2016 20:00 | Grot 33' Akla 68' Van Hussen 72' |               | 84' Boogers  | Stadion: Sportpark de Westmaat, Spakenburg Toeschouwers: 1.242 Scheidsrechter: Van de Graaf |
| 20 september 2016 20:00 |                                  |               |              | Stadion: Sportpark de Westmaat, Spakenburg Toeschouwers: 1.242 Scheidsrechter: Van de Graaf |
| 20 september 2016 20:00 |                                  |               |              | Stadion: Sportpark de Westmaat, Spakenburg Toeschouwers: 1.242 Scheidsrechter: Van de Graaf |
|                         |                                  |               |              |                                                                                             |

|                         |                                         |               |               |                                                                                      |
| 20 september 2016 20:00 | Kozakken Boys *                         | 3 – 0 (1 – 0) | Helmond Sport | Stadion: Sportpark de Zwaaier, Werkendam Toeschouwers: 3.000 Scheidsrechter: Nijhuis |
| 20 september 2016 20:00 | Ignacio 23' Stout 52' Pires Tavares 74' |               |               | Stadion: Sportpark de Zwaaier, Werkendam Toeschouwers: 3.000 Scheidsrechter: Nijhuis |
| 20 september 2016 20:00 |                                         |               |               | Stadion: Sportpark de Zwaaier, Werkendam Toeschouwers: 3.000 Scheidsrechter: Nijhuis |
| 20 september 2016 20:00 |                                         |               |               | Stadion: Sportpark de Zwaaier, Werkendam Toeschouwers: 3.000 Scheidsrechter: Nijhuis |
|                         |                                         |               |               |                                                                                      |

|                         |                              |                                        |                            |                                                                          |
| 20 september 2016 20:00 | HHC Hardenberg               | 2 – 2 (1 – 1, 0 – 0) n.v. (6 – 7 pen.) | Jodan Boys *               | Stadion: De Boshoek, Hardenberg Toeschouwers: 800 Scheidsrechter: Teuben |
| 20 september 2016 20:00 | Van der Leij 62' Piljić 113' |                                        | 70' Waandels 111' Akanioui | Stadion: De Boshoek, Hardenberg Toeschouwers: 800 Scheidsrechter: Teuben |
| 20 september 2016 20:00 |                              |                                        |                            | Stadion: De Boshoek, Hardenberg Toeschouwers: 800 Scheidsrechter: Teuben |
| 20 september 2016 20:00 |                              |                                        |                            | Stadion: De Boshoek, Hardenberg Toeschouwers: 800 Scheidsrechter: Teuben |
|                         |                              |                                        |                            |                                                                          |

|                         |                                                     |                           |                  |                                                                                   |
| 20 september 2016 20:45 | sc Heerenveen *                                     | 5 – 1 (1 – 1, 0 – 0) n.v. | De Graafschap    | Stadion: Abe Lenstra Stadion, Heerenveen Toeschouwers: 11.150 Scheidsrechter: Bax |
| 20 september 2016 20:45 | Veerman 86', 93' Zeneli 95' Namli 102' Schaars 105' |                           | 67' Van Overbeek | Stadion: Abe Lenstra Stadion, Heerenveen Toeschouwers: 11.150 Scheidsrechter: Bax |
| 20 september 2016 20:45 |                                                     |                           |                  | Stadion: Abe Lenstra Stadion, Heerenveen Toeschouwers: 11.150 Scheidsrechter: Bax |
| 20 september 2016 20:45 |                                                     |                           |                  | Stadion: Abe Lenstra Stadion, Heerenveen Toeschouwers: 11.150 Scheidsrechter: Bax |
|                         |                                                     |                           |                  |                                                                                   |

|                         |                |               |                                     |                                                                                 |
| 21 september 2016 17:00 | VV Dongen      | 1 – 3 (1 – 0) | Go Ahead Eagles *                   | Stadion: Sportpark de Biezen, Dongen Toeschouwers: 1.500 Scheidsrechter: Berben |
| 21 september 2016 17:00 | Mijnhijmer 14' |               | 76' Schenk 80' Teijsse 83' Hendriks | Stadion: Sportpark de Biezen, Dongen Toeschouwers: 1.500 Scheidsrechter: Berben |
| 21 september 2016 17:00 |                |               |                                     | Stadion: Sportpark de Biezen, Dongen Toeschouwers: 1.500 Scheidsrechter: Berben |
| 21 september 2016 17:00 |                |               |                                     | Stadion: Sportpark de Biezen, Dongen Toeschouwers: 1.500 Scheidsrechter: Berben |
|                         |                |               |                                     |                                                                                 |

|                         |                                           |               |                  |                                                                                   |
| 21 september 2016 18:30 | PSV *                                     | 4 – 0 (2 – 0) | Roda JC Kerkrade | Stadion: Philips Stadion, Eindhoven Toeschouwers: 30.000 Scheidsrechter: Liesveld |
| 21 september 2016 18:30 | Pröpper 25', 60' Pereiro 34' Narsingh 77' |               |                  | Stadion: Philips Stadion, Eindhoven Toeschouwers: 30.000 Scheidsrechter: Liesveld |
| 21 september 2016 18:30 |                                           |               |                  | Stadion: Philips Stadion, Eindhoven Toeschouwers: 30.000 Scheidsrechter: Liesveld |
| 21 september 2016 18:30 |                                           |               |                  | Stadion: Philips Stadion, Eindhoven Toeschouwers: 30.000 Scheidsrechter: Liesveld |
|                         |                                           |               |                  |                                                                                   |

|                         |                     |                           |                                |                                                                                       |
| 21 september 2016 20:00 | Excelsior Maassluis | 1 – 3 (1 – 1, 0 – 0) n.v. | Heracles Almelo *              | Stadion: Lavendelstraat, Maassluis Toeschouwers: 1.200 Scheidsrechter: Van der Vrande |
| 21 september 2016 20:00 | Smith 82'           |                           | 56', 112' Vermeij 120+3' Kuwas | Stadion: Lavendelstraat, Maassluis Toeschouwers: 1.200 Scheidsrechter: Van der Vrande |
| 21 september 2016 20:00 |                     |                           |                                | Stadion: Lavendelstraat, Maassluis Toeschouwers: 1.200 Scheidsrechter: Van der Vrande |
| 21 september 2016 20:00 |                     |                           |                                | Stadion: Lavendelstraat, Maassluis Toeschouwers: 1.200 Scheidsrechter: Van der Vrande |
|                         |                     |                           |                                |                                                                                       |

|                         |                |                                 |                |                                                                                 |
| 21 september 2016 20:00 | N.E.C.         | 1 – 1 (0 – 0) n.v. (3 – 5 pen.) | ADO Den Haag * | Stadion: Goffertstadion, Nijmegen Toeschouwers: 4.005 Scheidsrechter: S. Mulder |
| 21 september 2016 20:00 | Breinburg 105' |                                 | 115' Kastaneer | Stadion: Goffertstadion, Nijmegen Toeschouwers: 4.005 Scheidsrechter: S. Mulder |
| 21 september 2016 20:00 |                |                                 |                | Stadion: Goffertstadion, Nijmegen Toeschouwers: 4.005 Scheidsrechter: S. Mulder |
| 21 september 2016 20:00 |                |                                 |                | Stadion: Goffertstadion, Nijmegen Toeschouwers: 4.005 Scheidsrechter: S. Mulder |
|                         |                |                                 |                |                                                                                 |

|                         |                                                     |               |              |                                                                                 |
| 21 september 2016 20:00 | Sparta Rotterdam *                                  | 3 – 1 (3 – 0) | FC Dordrecht | Stadion: Het Kasteel, Rotterdam Toeschouwers: 5.823 Scheidsrechter: Wiedemeijer |
| 21 september 2016 20:00 | Dijkstra 35' Verhaar 41' 28', 78' Kramer 44' (e.d.) |               | 62' Daniels  | Stadion: Het Kasteel, Rotterdam Toeschouwers: 5.823 Scheidsrechter: Wiedemeijer |
| 21 september 2016 20:00 |                                                     |               |              | Stadion: Het Kasteel, Rotterdam Toeschouwers: 5.823 Scheidsrechter: Wiedemeijer |
| 21 september 2016 20:00 |                                                     |               |              | Stadion: Het Kasteel, Rotterdam Toeschouwers: 5.823 Scheidsrechter: Wiedemeijer |
|                         |                                                     |               |              |                                                                                 |

|                         |               |               |                                                      |                                                                                   |
| 21 september 2016 20:00 | Achilles Veen | 1 – 4 (0 – 1) | VVSB *                                               | Stadion: Sportpark De Hanen Weide, Veen Toeschouwers: 700 Scheidsrechter: Janssen |
| 21 september 2016 20:00 | Sülün 79'     |               | 32' Bekooij 63' (pen.) Jozić 72' Serbony 75' De Rijk | Stadion: Sportpark De Hanen Weide, Veen Toeschouwers: 700 Scheidsrechter: Janssen |
| 21 september 2016 20:00 |               |               |                                                      | Stadion: Sportpark De Hanen Weide, Veen Toeschouwers: 700 Scheidsrechter: Janssen |
| 21 september 2016 20:00 |               |               |                                                      | Stadion: Sportpark De Hanen Weide, Veen Toeschouwers: 700 Scheidsrechter: Janssen |
|                         |               |               |                                                      |                                                                                   |

|                         |                  |               |           |                                                                             |
| 21 september 2016 20:00 | VV UNA *         | 1 – 0 (1 – 0) | SV Huizen | Stadion: Sportpark Zeelst, Veldhoven Toeschouwers: 400 Scheidsrechter: Bijl |
| 21 september 2016 20:00 | Van de Gevel 39' |               |           | Stadion: Sportpark Zeelst, Veldhoven Toeschouwers: 400 Scheidsrechter: Bijl |
| 21 september 2016 20:00 |                  |               |           | Stadion: Sportpark Zeelst, Veldhoven Toeschouwers: 400 Scheidsrechter: Bijl |
| 21 september 2016 20:00 |                  |               |           | Stadion: Sportpark Zeelst, Veldhoven Toeschouwers: 400 Scheidsrechter: Bijl |
|                         |                  |               |           |                                                                             |

|                         |             |                                      |        |                                                                               |
| 21 september 2016 20:00 | De Treffers | 0 – 3 (0 – 3)                        | ASWH * | Stadion: Sportpark Zuid, Groesbeek Toeschouwers: 615 Scheidsrechter: Van Herk |
| 21 september 2016 20:00 |             | 19' De Lange 28' Verhoeve 39' Deprez |        | Stadion: Sportpark Zuid, Groesbeek Toeschouwers: 615 Scheidsrechter: Van Herk |
| 21 september 2016 20:00 |             |                                      |        | Stadion: Sportpark Zuid, Groesbeek Toeschouwers: 615 Scheidsrechter: Van Herk |
| 21 september 2016 20:00 |             |                                      |        | Stadion: Sportpark Zuid, Groesbeek Toeschouwers: 615 Scheidsrechter: Van Herk |
|                         |             |                                      |        |                                                                               |

|                         |                                 |               |                               |                                                                                        |
| 21 september 2016 20:00 | SV Spakenburg *                 | 2 – 1 (1 – 0) | Fortuna Sittard               | Stadion: Sportpark de Westmaat, Spakenburg Toeschouwers: 2.800 Scheidsrechter: Martens |
| 21 september 2016 20:00 | Pilon 23' Van den Meiracker 74' |               | 75' Khalouta 81', 90+5' Braun | Stadion: Sportpark de Westmaat, Spakenburg Toeschouwers: 2.800 Scheidsrechter: Martens |
| 21 september 2016 20:00 |                                 |               |                               | Stadion: Sportpark de Westmaat, Spakenburg Toeschouwers: 2.800 Scheidsrechter: Martens |
| 21 september 2016 20:00 |                                 |               |                               | Stadion: Sportpark de Westmaat, Spakenburg Toeschouwers: 2.800 Scheidsrechter: Martens |
|                         |                                 |               |                               |                                                                                        |

|                         |             |               |                                              |                                                                                    |
| 21 september 2016 20:00 | FC Lienden  | 1 – 4 (0 – 1) | AZ *                                         | Stadion: Sportpark de Abdijhof, Lienden Toeschouwers: 1.200 Scheidsrechter: Higler |
| 21 september 2016 20:00 | Bendadi 65' |               | 37' Tanković 68', 86' Bel Hassani 90' Mühren | Stadion: Sportpark de Abdijhof, Lienden Toeschouwers: 1.200 Scheidsrechter: Higler |
| 21 september 2016 20:00 |             |               |                                              | Stadion: Sportpark de Abdijhof, Lienden Toeschouwers: 1.200 Scheidsrechter: Higler |
| 21 september 2016 20:00 |             |               |                                              | Stadion: Sportpark de Abdijhof, Lienden Toeschouwers: 1.200 Scheidsrechter: Higler |
|                         |             |               |                                              |                                                                                    |

|                         |                                                                  |               |                    |                                                                          |
| 21 september 2016 20:00 | Koninklijke HFC *                                                | 6 – 1 (3 – 0) | OJC Rosmalen       | Stadion: Spanjaardslaan, Haarlem Toeschouwers: 350 Scheidsrechter: Dröge |
| 21 september 2016 20:00 | Derguti 4' Van Soest 8', 56' Wilffert 19' Sam-Sin 66' Postma 90' |               | 47' Van Mosselveld | Stadion: Spanjaardslaan, Haarlem Toeschouwers: 350 Scheidsrechter: Dröge |
| 21 september 2016 20:00 |                                                                  |               |                    | Stadion: Spanjaardslaan, Haarlem Toeschouwers: 350 Scheidsrechter: Dröge |
| 21 september 2016 20:00 |                                                                  |               |                    | Stadion: Spanjaardslaan, Haarlem Toeschouwers: 350 Scheidsrechter: Dröge |
|                         |                                                                  |               |                    |                                                                          |

|                         |           |               |                                                        |                                                                         |
| 21 september 2016 20:00 | DVS '33   | 1 – 4 (0 – 3) | PEC Zwolle *                                           | Stadion: Sportlaan, Ermelo Toeschouwers: 3.000 Scheidsrechter: Lindhout |
| 21 september 2016 20:00 | Velda 87' |               | 8', 57' Brock-Madsen 22' (pen.) Van Polen 39' Achahbar | Stadion: Sportlaan, Ermelo Toeschouwers: 3.000 Scheidsrechter: Lindhout |
| 21 september 2016 20:00 |           |               |                                                        | Stadion: Sportlaan, Ermelo Toeschouwers: 3.000 Scheidsrechter: Lindhout |
| 21 september 2016 20:00 |           |               |                                                        | Stadion: Sportlaan, Ermelo Toeschouwers: 3.000 Scheidsrechter: Lindhout |
|                         |           |               |                                                        |                                                                         |

|                         |                           |               |                |                                                                               |
| 21 september 2016 20:00 | VV Katwijk *              | 2 – 1 (0 – 0) | Harkemase Boys | Stadion: Sportpark de Krom, Katwijk Toeschouwers: 800 Scheidsrechter: Ruperti |
| 21 september 2016 20:00 | Susan 77' Van den Ban 90' |               | 53' Renken     | Stadion: Sportpark de Krom, Katwijk Toeschouwers: 800 Scheidsrechter: Ruperti |
| 21 september 2016 20:00 |                           |               |                | Stadion: Sportpark de Krom, Katwijk Toeschouwers: 800 Scheidsrechter: Ruperti |
| 21 september 2016 20:00 |                           |               |                | Stadion: Sportpark de Krom, Katwijk Toeschouwers: 800 Scheidsrechter: Ruperti |
|                         |                           |               |                |                                                                               |

|                         |                                                        |               |           | |
| 21 september 2016 20:45 | Ajax *                                                 | 5 – 0 (2 – 0) | Willem II | Stadion: Amsterdam ArenA, Amsterdam Toeschouwers: 33.250 Scheidsrechter: Makkelie Video-assistent: Van Boekel |
| 21 september 2016 20:45 | Bazoer 13' De Ligt 25' Ziyech 72' Schöne 82' Nouri 89' |               | 58' Kali  | Stadion: Amsterdam ArenA, Amsterdam Toeschouwers: 33.250 Scheidsrechter: Makkelie Video-assistent: Van Boekel |
| 21 september 2016 20:45 |                                                        |               |           | Stadion: Amsterdam ArenA, Amsterdam Toeschouwers: 33.250 Scheidsrechter: Makkelie Video-assistent: Van Boekel |
| 21 september 2016 20:45 |                                                        |               |           | Stadion: Amsterdam ArenA, Amsterdam Toeschouwers: 33.250 Scheidsrechter: Makkelie Video-assistent: Van Boekel |
|                         |                                                        |               |           | |

|                         |           |               |                                |                                                                                 |
| 22 september 2016 18:30 | FC Twente | 1 – 3 (0 – 1) | FC Utrecht *                   | Stadion: Grolsch Veste, Enschede Toeschouwers: 22.000 Scheidsrechter: Gözübüyük |
| 22 september 2016 18:30 | Ünal 54'  |               | 17', 90+3' Živković 88' Haller | Stadion: Grolsch Veste, Enschede Toeschouwers: 22.000 Scheidsrechter: Gözübüyük |
| 22 september 2016 18:30 |           |               |                                | Stadion: Grolsch Veste, Enschede Toeschouwers: 22.000 Scheidsrechter: Gözübüyük |
| 22 september 2016 18:30 |           |               |                                | Stadion: Grolsch Veste, Enschede Toeschouwers: 22.000 Scheidsrechter: Gözübüyük |
|                         |           |               |                                |                                                                                 |

|                         |                         |               |                                                                                             |                                                                                       |
| 22 september 2016 20:00 | ASV De Dijk             | 2 – 7 (1 – 2) | Vitesse *                                                                                   | Stadion: Sportpark Schellingwoude, Amsterdam Toeschouwers: 1.200 Scheidsrechter: Blom |
| 22 september 2016 20:00 | Zwarthoed 39' Kaars 65' |               | 8' Baker 33' Leerdam 58' (pen.) Van Wolfswinkel 59', 63' Tighadouini 83' Rashica 84' Korjan | Stadion: Sportpark Schellingwoude, Amsterdam Toeschouwers: 1.200 Scheidsrechter: Blom |
| 22 september 2016 20:00 |                         |               |                                                                                             | Stadion: Sportpark Schellingwoude, Amsterdam Toeschouwers: 1.200 Scheidsrechter: Blom |
| 22 september 2016 20:00 |                         |               |                                                                                             | Stadion: Sportpark Schellingwoude, Amsterdam Toeschouwers: 1.200 Scheidsrechter: Blom |
|                         |                         |               |                                                                                             |                                                                                       |

|                         |               |               |                                                   |                                                                                      |
| 22 september 2016 20:00 | HSC '21       | 1 – 5 (0 – 4) | SV TEC *                                          | Stadion: Groot Scholtenhagen, Haaksbergen Toeschouwers: 303 Scheidsrechter: Manschot |
| 22 september 2016 20:00 | Cenk Uğuz 78' |               | 9' Peltzer 12', 17' Vink 42' Bartels 73' Huijgens | Stadion: Groot Scholtenhagen, Haaksbergen Toeschouwers: 303 Scheidsrechter: Manschot |
| 22 september 2016 20:00 |               |               |                                                   | Stadion: Groot Scholtenhagen, Haaksbergen Toeschouwers: 303 Scheidsrechter: Manschot |
| 22 september 2016 20:00 |               |               |                                                   | Stadion: Groot Scholtenhagen, Haaksbergen Toeschouwers: 303 Scheidsrechter: Manschot |
|                         |               |               |                                                   |                                                                                      |

|                         |                                                       |               |          | |
| 22 september 2016 20:45 | Feyenoord *                                           | 4 – 1 (1 – 1) | FC Oss   | Stadion: Stadion Feijenoord, Rotterdam Toeschouwers: 47.000 Scheidsrechter: Van Boekel Video-assistent: Makkelie |
| 22 september 2016 20:45 | Berghuis 12' Kramer 68' Başacıkoğlu 76' Jørgensen 90' |               | 3' Boere | Stadion: Stadion Feijenoord, Rotterdam Toeschouwers: 47.000 Scheidsrechter: Van Boekel Video-assistent: Makkelie |
| 22 september 2016 20:45 |                                                       |               |          | Stadion: Stadion Feijenoord, Rotterdam Toeschouwers: 47.000 Scheidsrechter: Van Boekel Video-assistent: Makkelie |
| 22 september 2016 20:45 |                                                       |               |          | Stadion: Stadion Feijenoord, Rotterdam Toeschouwers: 47.000 Scheidsrechter: Van Boekel Video-assistent: Makkelie |
|                         |                                                       |               |          | |

#### Tweede ronde
De 32 winnaars van de eerste ronde kwamen tegen elkaar uit. De clubs die op 25 september nog op Europees niveau actief waren, kwamen niet tegen elkaar uit. De loting werd na afloop van Feyenoord – FC Oss verricht door Eljero Elia.
|                       |                                    |               |            |                                                                                               |
| 25 oktober 2016 18:30 | VVSB *                             | 3 – 0 (2 – 0) | VV Katwijk | Stadion: Sportpark de Boekhorst, Noordwijkerhout Toeschouwers: 3.000 Scheidsrechter: Lindhout |
| 25 oktober 2016 18:30 | Parami 30' De Rijk 35' Serbony 90' |               |            | Stadion: Sportpark de Boekhorst, Noordwijkerhout Toeschouwers: 3.000 Scheidsrechter: Lindhout |
| 25 oktober 2016 18:30 |                                    |               |            | Stadion: Sportpark de Boekhorst, Noordwijkerhout Toeschouwers: 3.000 Scheidsrechter: Lindhout |
| 25 oktober 2016 18:30 |                                    |               |            | Stadion: Sportpark de Boekhorst, Noordwijkerhout Toeschouwers: 3.000 Scheidsrechter: Lindhout |
|                       |                                    |               |            |                                                                                               |

|                       |        |                                      |              |                                                                                  |
| 25 oktober 2016 20:00 | SV TEC | 0 – 4 (0 – 3)                        | SC Cambuur * | Stadion: Sportpark de Lok, Tiel Toeschouwers: 1.100 Scheidsrechter: Van der Eijk |
| 25 oktober 2016 20:00 |        | 5', 90' Monteiro 29', 43' Van Deelen |              | Stadion: Sportpark de Lok, Tiel Toeschouwers: 1.100 Scheidsrechter: Van der Eijk |
| 25 oktober 2016 20:00 |        |                                      |              | Stadion: Sportpark de Lok, Tiel Toeschouwers: 1.100 Scheidsrechter: Van der Eijk |
| 25 oktober 2016 20:00 |        |                                      |              | Stadion: Sportpark de Lok, Tiel Toeschouwers: 1.100 Scheidsrechter: Van der Eijk |
|                       |        |                                      |              |                                                                                  |

|                       |                                  |               |              |                                                                                 |
| 25 oktober 2016 20:00 | ADO Den Haag *                   | 2 – 1 (0 – 1) | Telstar      | Stadion: Kyocera Stadion, Den Haag Toeschouwers: 5.106 Scheidsrechter: Liesveld |
| 25 oktober 2016 20:00 | Havenaar 74' Van der Heijden 80' |               | 39' Mahmudov | Stadion: Kyocera Stadion, Den Haag Toeschouwers: 5.106 Scheidsrechter: Liesveld |
| 25 oktober 2016 20:00 |                                  |               |              | Stadion: Kyocera Stadion, Den Haag Toeschouwers: 5.106 Scheidsrechter: Liesveld |
| 25 oktober 2016 20:00 |                                  |               |              | Stadion: Kyocera Stadion, Den Haag Toeschouwers: 5.106 Scheidsrechter: Liesveld |
|                       |                                  |               |              |                                                                                 |

|                       |                 |               |                             |                                                                               |
| 25 oktober 2016 20:00 | Go Ahead Eagles | 1 – 2 (1 – 0) | Jodan Boys *                | Stadion: De Adelaarshorst, Deventer Toeschouwers: 5.163 Scheidsrechter: Pérez |
| 25 oktober 2016 20:00 | Hendriks 28'    |               | 47' Marengo 83' R. Heerkens | Stadion: De Adelaarshorst, Deventer Toeschouwers: 5.163 Scheidsrechter: Pérez |
| 25 oktober 2016 20:00 |                 |               |                             | Stadion: De Adelaarshorst, Deventer Toeschouwers: 5.163 Scheidsrechter: Pérez |
| 25 oktober 2016 20:00 |                 |               |                             | Stadion: De Adelaarshorst, Deventer Toeschouwers: 5.163 Scheidsrechter: Pérez |
|                       |                 |               |                             |                                                                               |

|                       |                               |                    |                |                                                                                 |
| 25 oktober 2016 20:00 | FC Volendam *                 | 2 – 1 (0 – 0) n.v. | Almere City FC | Stadion: Krasstadion, Volendam Toeschouwers: 1.660 Scheidsrechter: Van de Graaf |
| 25 oktober 2016 20:00 | Kwakman 106' Steltenpool 115' |                    | 105' Ramsteijn | Stadion: Krasstadion, Volendam Toeschouwers: 1.660 Scheidsrechter: Van de Graaf |
| 25 oktober 2016 20:00 |                               |                    |                | Stadion: Krasstadion, Volendam Toeschouwers: 1.660 Scheidsrechter: Van de Graaf |
| 25 oktober 2016 20:00 |                               |                    |                | Stadion: Krasstadion, Volendam Toeschouwers: 1.660 Scheidsrechter: Van de Graaf |
|                       |                               |                    |                |                                                                                 |

|                       |                                    |                           |                                          |                                                                                      |
| 25 oktober 2016 20:00 | Spakenburg                         | 2 – 3 (2 – 2, 0 – 1) n.v. | ASWH *                                   | Stadion: Sportpark de Westmaat, Spakenburg Toeschouwers: 1.500 Scheidsrechter: Blank |
| 25 oktober 2016 20:00 | K. Tol 73' Van den Meiracker 90+3' |                           | 35' Olijfveld 55' De Lange 106' Verhoeve | Stadion: Sportpark de Westmaat, Spakenburg Toeschouwers: 1.500 Scheidsrechter: Blank |
| 25 oktober 2016 20:00 |                                    |                           |                                          | Stadion: Sportpark de Westmaat, Spakenburg Toeschouwers: 1.500 Scheidsrechter: Blank |
| 25 oktober 2016 20:00 |                                    |                           |                                          | Stadion: Sportpark de Westmaat, Spakenburg Toeschouwers: 1.500 Scheidsrechter: Blank |
|                       |                                    |                           |                                          |                                                                                      |

|                       |                                       |               |               | |
| 25 oktober 2016 20:45 | Sparta Rotterdam *                    | 3 – 1 (1 – 0) | PSV           | Stadion: Het Kasteel, Rotterdam Toeschouwers: 10.525 Scheidsrechter: Makkelie Video-assistent: Blom |
| 25 oktober 2016 20:45 | Vriends 15' El Azzouzi 53' Brogno 70' |               | 51' Ramselaar | Stadion: Het Kasteel, Rotterdam Toeschouwers: 10.525 Scheidsrechter: Makkelie Video-assistent: Blom |
| 25 oktober 2016 20:45 |                                       |               |               | Stadion: Het Kasteel, Rotterdam Toeschouwers: 10.525 Scheidsrechter: Makkelie Video-assistent: Blom |
| 25 oktober 2016 20:45 |                                       |               |               | Stadion: Het Kasteel, Rotterdam Toeschouwers: 10.525 Scheidsrechter: Makkelie Video-assistent: Blom |
|                       |                                       |               |               | |

|                       |               |               |                                                            |                                                                                       |
| 26 oktober 2016 18:30 | Kozakken Boys | 1 – 6 (0 – 4) | Ajax *                                                     | Stadion: Sportpark de Zwaaier, Werkendam Toeschouwers: 6.000 Scheidsrechter: Manschot |
| 26 oktober 2016 18:30 | Ignacio 85'   |               | 25', 33' Cassierra 29' El Ghazi 41' Černý 51', 89' Clement | Stadion: Sportpark de Zwaaier, Werkendam Toeschouwers: 6.000 Scheidsrechter: Manschot |
| 26 oktober 2016 18:30 |               |               |                                                            | Stadion: Sportpark de Zwaaier, Werkendam Toeschouwers: 6.000 Scheidsrechter: Manschot |
| 26 oktober 2016 18:30 |               |               |                                                            | Stadion: Sportpark de Zwaaier, Werkendam Toeschouwers: 6.000 Scheidsrechter: Manschot |
|                       |               |               |                                                            |                                                                                       |

|                       |                                                      |               |        |                                                                               |
| 26 oktober 2016 20:00 | Heracles Almelo *                                    | 5 – 0 (1 – 0) | VV UNA | Stadion: Polman Stadion, Almelo Toeschouwers: 7.922 Scheidsrechter: Dieperink |
| 26 oktober 2016 20:00 | Armenteros 3', 51' Kuwas 53' Pelupessy 61' Darri 83' |               |        | Stadion: Polman Stadion, Almelo Toeschouwers: 7.922 Scheidsrechter: Dieperink |
| 26 oktober 2016 20:00 |                                                      |               |        | Stadion: Polman Stadion, Almelo Toeschouwers: 7.922 Scheidsrechter: Dieperink |
| 26 oktober 2016 20:00 |                                                      |               |        | Stadion: Polman Stadion, Almelo Toeschouwers: 7.922 Scheidsrechter: Dieperink |
|                       |                                                      |               |        |                                                                               |

|                       |                        |               |                 |                                                                                       |
| 26 oktober 2016 20:00 | IJsselmeervogels *     | 3 – 1 (2 – 1) | Koninklijke HFC | Stadion: Sportpark de Westmaat, Spakenburg Toeschouwers: 2.239 Scheidsrechter: Berben |
| 26 oktober 2016 20:00 | Grot 21', 89' Akla 24' |               | 34' Noordmans   | Stadion: Sportpark de Westmaat, Spakenburg Toeschouwers: 2.239 Scheidsrechter: Berben |
| 26 oktober 2016 20:00 |                        |               |                 | Stadion: Sportpark de Westmaat, Spakenburg Toeschouwers: 2.239 Scheidsrechter: Berben |
| 26 oktober 2016 20:00 |                        |               |                 | Stadion: Sportpark de Westmaat, Spakenburg Toeschouwers: 2.239 Scheidsrechter: Berben |
|                       |                        |               |                 |                                                                                       |

|                       |                                              |               |               |                                                                       |
| 26 oktober 2016 20:00 | Vitesse *                                    | 4 – 1 (1 – 0) | RKC Waalwijk  | Stadion: Gelredome, Arnhem Toeschouwers: 5.196 Scheidsrechter: Higler |
| 26 oktober 2016 20:00 | Zhang 19' Baker 59' Nakamba 69' Nathan 90+3' |               | 53' Langedijk | Stadion: Gelredome, Arnhem Toeschouwers: 5.196 Scheidsrechter: Higler |
| 26 oktober 2016 20:00 |                                              |               |               | Stadion: Gelredome, Arnhem Toeschouwers: 5.196 Scheidsrechter: Higler |
| 26 oktober 2016 20:00 |                                              |               |               | Stadion: Gelredome, Arnhem Toeschouwers: 5.196 Scheidsrechter: Higler |
|                       |                                              |               |               |                                                                       |

|                       |                |               |              |                                                                                      |
| 26 oktober 2016 20:00 | FC Utrecht *   | 1 – 0 (0 – 0) | FC Groningen | Stadion: Stadion Galgenwaard, Utrecht Toeschouwers: 16.377 Scheidsrechter: Gözübüyük |
| 26 oktober 2016 20:00 | Barazite 90+2' |               |              | Stadion: Stadion Galgenwaard, Utrecht Toeschouwers: 16.377 Scheidsrechter: Gözübüyük |
| 26 oktober 2016 20:00 |                |               |              | Stadion: Stadion Galgenwaard, Utrecht Toeschouwers: 16.377 Scheidsrechter: Gözübüyük |
| 26 oktober 2016 20:00 |                |               |              | Stadion: Stadion Galgenwaard, Utrecht Toeschouwers: 16.377 Scheidsrechter: Gözübüyük |
|                       |                |               |              |                                                                                      |

|                       |            |               |          |                                                                        |
| 26 oktober 2016 20:00 | AZ *       | 1 – 0 (0 – 0) | FC Emmen | Stadion: AFAS Stadion, Alkmaar Toeschouwers: 5.304 Scheidsrechter: Bax |
| 26 oktober 2016 20:00 | Mühren 64' |               |          | Stadion: AFAS Stadion, Alkmaar Toeschouwers: 5.304 Scheidsrechter: Bax |
| 26 oktober 2016 20:00 |            |               |          | Stadion: AFAS Stadion, Alkmaar Toeschouwers: 5.304 Scheidsrechter: Bax |
| 26 oktober 2016 20:00 |            |               |          | Stadion: AFAS Stadion, Alkmaar Toeschouwers: 5.304 Scheidsrechter: Bax |
|                       |            |               |          |                                                                        |

|                       |                                                    |               |           | |
| 26 oktober 2016 20:45 | Feyenoord *                                        | 4 – 0 (0 – 0) | Excelsior | Stadion: Stadion Feijenoord, Rotterdam Toeschouwers: 37.000 Scheidsrechter: Blom Video-assistent: Makkelie |
| 26 oktober 2016 20:45 | Elia 48' Botteghin 50' Toornstra 75' Vejinović 84' |               |           | Stadion: Stadion Feijenoord, Rotterdam Toeschouwers: 37.000 Scheidsrechter: Blom Video-assistent: Makkelie |
| 26 oktober 2016 20:45 |                                                    |               |           | Stadion: Stadion Feijenoord, Rotterdam Toeschouwers: 37.000 Scheidsrechter: Blom Video-assistent: Makkelie |
| 26 oktober 2016 20:45 |                                                    |               |           | Stadion: Stadion Feijenoord, Rotterdam Toeschouwers: 37.000 Scheidsrechter: Blom Video-assistent: Makkelie |
|                       |                                                    |               |           | |

|                       |                          |               |              |                                                                                 |
| 27 oktober 2016 18:30 | PEC Zwolle *             | 2 – 1 (1 – 0) | VVV-Venlo    | Stadion: MAC³PARK stadion, Zwolle Toeschouwers: 12.725 Scheidsrechter: Kamphuis |
| 27 oktober 2016 18:30 | Ehizibue 29' Mokhtar 52' |               | 83' Sleegers | Stadion: MAC³PARK stadion, Zwolle Toeschouwers: 12.725 Scheidsrechter: Kamphuis |
| 27 oktober 2016 18:30 |                          |               |              | Stadion: MAC³PARK stadion, Zwolle Toeschouwers: 12.725 Scheidsrechter: Kamphuis |
| 27 oktober 2016 18:30 |                          |               |              | Stadion: MAC³PARK stadion, Zwolle Toeschouwers: 12.725 Scheidsrechter: Kamphuis |
|                       |                          |               |              |                                                                                 |

|                       |               |               |                              |                                                                                             |
| 27 oktober 2016 20:45 | FC Eindhoven  | 1 – 2 (1 – 2) | sc Heerenveen *              | Stadion: Jan Louwers Stadion, Eindhoven Toeschouwers: 2.615 Scheidsrechter: Van den Kerkhof |
| 27 oktober 2016 20:45 | Caenepeel 34' |               | 20' Namli 30' Ghoochannejhad | Stadion: Jan Louwers Stadion, Eindhoven Toeschouwers: 2.615 Scheidsrechter: Van den Kerkhof |
| 27 oktober 2016 20:45 |               |               |                              | Stadion: Jan Louwers Stadion, Eindhoven Toeschouwers: 2.615 Scheidsrechter: Van den Kerkhof |
| 27 oktober 2016 20:45 |               |               |                              | Stadion: Jan Louwers Stadion, Eindhoven Toeschouwers: 2.615 Scheidsrechter: Van den Kerkhof |
|                       |               |               |                              |                                                                                             |

#### Achtste finales
De zestien winnaars van de tweede ronde kwamen tegen elkaar uit. De loting werd op 27 oktober 2016 na afloop van FC Eindhoven – SC Heerenveen verricht door Jeffrey Talan.
|                        |                                                            |               |             | |
| 13 december 2016 18:30 | FC Volendam *                                              | 4 – 1 (3 – 1) | VVSB        | Stadion: Kras Stadion, Volendam Toeschouwers: 3.988 Scheidsrechter: Van Boekel Video-assistent: Kuipers |
| 13 december 2016 18:30 | Schouten 5' Kwakman 15' Van Velzen 31' Van Kippersluis 62' |               | 13' Serbony | Stadion: Kras Stadion, Volendam Toeschouwers: 3.988 Scheidsrechter: Van Boekel Video-assistent: Kuipers |
| 13 december 2016 18:30 |                                                            |               |             | Stadion: Kras Stadion, Volendam Toeschouwers: 3.988 Scheidsrechter: Van Boekel Video-assistent: Kuipers |
| 13 december 2016 18:30 |                                                            |               |             | Stadion: Kras Stadion, Volendam Toeschouwers: 3.988 Scheidsrechter: Van Boekel Video-assistent: Kuipers |
|                        |                                                            |               |             | |

|                        |                       |                    |                 |                                                                                    |
| 13 december 2016 20:45 | V.V. IJsselmeervogels | 0 – 1 (0 – 0)      | SC Heerenveen * | Stadion: Sportpark De Westmaat, Spakenburg Toeschouwers: 6.000 Scheidsrechter: Bax |
| 13 december 2016 20:45 |                       | 88' Ghoochannejhad |                 | Stadion: Sportpark De Westmaat, Spakenburg Toeschouwers: 6.000 Scheidsrechter: Bax |
| 13 december 2016 20:45 |                       |                    |                 | Stadion: Sportpark De Westmaat, Spakenburg Toeschouwers: 6.000 Scheidsrechter: Bax |
| 13 december 2016 20:45 |                       |                    |                 | Stadion: Sportpark De Westmaat, Spakenburg Toeschouwers: 6.000 Scheidsrechter: Bax |
|                        |                       |                    |                 |                                                                                    |

|                        |                 |               |                                  | |
| 14 december 2016 18:30 | PEC Zwolle      | 1 – 2 (1 – 0) | FC Utrecht *                     | Stadion: MAC³PARK stadion, Zwolle Toeschouwers: 7.600 Scheidsrechter: Kuipers Video-assistent: Blom |
| 14 december 2016 18:30 | Brock-Madsen 8' |               | 81' Conboy 90+3' (pen.) Živković | Stadion: MAC³PARK stadion, Zwolle Toeschouwers: 7.600 Scheidsrechter: Kuipers Video-assistent: Blom |
| 14 december 2016 18:30 |                 |               |                                  | Stadion: MAC³PARK stadion, Zwolle Toeschouwers: 7.600 Scheidsrechter: Kuipers Video-assistent: Blom |
| 14 december 2016 18:30 |                 |               |                                  | Stadion: MAC³PARK stadion, Zwolle Toeschouwers: 7.600 Scheidsrechter: Kuipers Video-assistent: Blom |
|                        |                 |               |                                  | |

|                        |                                                         |               |             |                                                                             |
| 14 december 2016 20:00 | Vitesse *                                               | 4 – 0 (2 – 0) | Jodan Boys  | Stadion: Gelredome, Arnhem Toeschouwers: 7.257 Scheidsrechter: Van de Graaf |
| 14 december 2016 20:00 | Miazga 14' Tighadouini 17' Baker 52' (pen.) Rashica 56' |               | 51' Marengo | Stadion: Gelredome, Arnhem Toeschouwers: 7.257 Scheidsrechter: Van de Graaf |
| 14 december 2016 20:00 |                                                         |               |             | Stadion: Gelredome, Arnhem Toeschouwers: 7.257 Scheidsrechter: Van de Graaf |
| 14 december 2016 20:00 |                                                         |               |             | Stadion: Gelredome, Arnhem Toeschouwers: 7.257 Scheidsrechter: Van de Graaf |
|                        |                                                         |               |             |                                                                             |

|                        |                       |               |      |                                                                              |
| 14 december 2016 20:00 | AZ *                  | 2 – 0 (1 – 0) | ASWH | Stadion: AFAS Stadion, Alkmaar Toeschouwers: 4.006 Scheidsrechter: S. Mulder |
| 14 december 2016 20:00 | Mühren 44' Friday 87' |               |      | Stadion: AFAS Stadion, Alkmaar Toeschouwers: 4.006 Scheidsrechter: S. Mulder |
| 14 december 2016 20:00 |                       |               |      | Stadion: AFAS Stadion, Alkmaar Toeschouwers: 4.006 Scheidsrechter: S. Mulder |
| 14 december 2016 20:00 |                       |               |      | Stadion: AFAS Stadion, Alkmaar Toeschouwers: 4.006 Scheidsrechter: S. Mulder |
|                        |                       |               |      |                                                                              |

|                        |                                                              |               |               |                                                                                     |
| 14 december 2016 20:45 | Feyenoord *                                                  | 5 – 1 (1 – 0) | ADO Den Haag  | Stadion: Stadion Feijenoord, Rotterdam Toeschouwers: 32.500 Scheidsrechter: Janssen |
| 14 december 2016 20:45 | Jørgensen 34' Kuyt 49' (pen.), 63', 79' (pen.) El Ahmadi 68' |               | 87' Kastaneer | Stadion: Stadion Feijenoord, Rotterdam Toeschouwers: 32.500 Scheidsrechter: Janssen |
| 14 december 2016 20:45 |                                                              |               |               | Stadion: Stadion Feijenoord, Rotterdam Toeschouwers: 32.500 Scheidsrechter: Janssen |
| 14 december 2016 20:45 |                                                              |               |               | Stadion: Stadion Feijenoord, Rotterdam Toeschouwers: 32.500 Scheidsrechter: Janssen |
|                        |                                                              |               |               |                                                                                     |

|                        |                |               |             | |
| 15 december 2016 18:30 | SC Cambuur *   | 2 – 1 (2 – 0) | Ajax        | Stadion: Cambuurstadion, Leeuwarden Toeschouwers: 9.203 Scheidsrechter: Blom Video-assistent: Kamphuis |
| 15 december 2016 18:30 | Barto 20', 39' |               | 67' Clement | Stadion: Cambuurstadion, Leeuwarden Toeschouwers: 9.203 Scheidsrechter: Blom Video-assistent: Kamphuis |
| 15 december 2016 18:30 |                |               |             | Stadion: Cambuurstadion, Leeuwarden Toeschouwers: 9.203 Scheidsrechter: Blom Video-assistent: Kamphuis |
| 15 december 2016 18:30 |                |               |             | Stadion: Cambuurstadion, Leeuwarden Toeschouwers: 9.203 Scheidsrechter: Blom Video-assistent: Kamphuis |
|                        |                |               |             | |

|                        |                 |               |                          |                                                                               |
| 15 december 2016 20:45 | Heracles Almelo | 0 – 3 (0 – 0) | Sparta Rotterdam *       | Stadion: Polman Stadion, Almelo Toeschouwers: 6.112 Scheidsrechter: Gözübüyük |
| 15 december 2016 20:45 | Duarte 29'      |               | 48', 60', 87' El Azzouzi | Stadion: Polman Stadion, Almelo Toeschouwers: 6.112 Scheidsrechter: Gözübüyük |
| 15 december 2016 20:45 |                 |               |                          | Stadion: Polman Stadion, Almelo Toeschouwers: 6.112 Scheidsrechter: Gözübüyük |
| 15 december 2016 20:45 |                 |               |                          | Stadion: Polman Stadion, Almelo Toeschouwers: 6.112 Scheidsrechter: Gözübüyük |
|                        |                 |               |                          |                                                                               |

#### Kwartfinales
De acht winnaars van de achtste finales kwamen tegen elkaar uit. De loting werd op donderdag 15 december 2016 na afloop van Heracles Almelo – Sparta Rotterdam verricht door Dave van der Meer.
|                       |                  |                                 |                    | |
| 24 januari 2017 20:45 | FC Volendam      | 1 – 1 (0 – 0) n.v. (5 – 6 pen.) | Sparta Rotterdam * | Stadion: Kras Stadion, Volendam Toeschouwers: 3.469 Scheidsrechter: Kamphuis Video-assistent: Van Boekel |
| 24 januari 2017 20:45 | Steltenpool 110' | Verslag                         | 108' Verhaar       | Stadion: Kras Stadion, Volendam Toeschouwers: 3.469 Scheidsrechter: Kamphuis Video-assistent: Van Boekel |
| 24 januari 2017 20:45 |                  |                                 |                    | Stadion: Kras Stadion, Volendam Toeschouwers: 3.469 Scheidsrechter: Kamphuis Video-assistent: Van Boekel |
| 24 januari 2017 20:45 |                  |                                 |                    | Stadion: Kras Stadion, Volendam Toeschouwers: 3.469 Scheidsrechter: Kamphuis Video-assistent: Van Boekel |
|                       |                  |                                 |                    | |

|                       |                         |                                        |                                | |
| 25 januari 2017 18:30 | FC Utrecht              | 2 – 2 (2 – 2, 1 – 0) n.v. (6 – 7 pen.) | SC Cambuur *                   | Stadion: Stadion Galgenwaard, Utrecht Toeschouwers: 13.997 Scheidsrechter: Van Boekel Video-assistent: Kamphuis |
| 25 januari 2017 18:30 | Leeuwin 29' Troupée 89' | Verslag                                | 47' (pen.) E. Bakker 67' Barto | Stadion: Stadion Galgenwaard, Utrecht Toeschouwers: 13.997 Scheidsrechter: Van Boekel Video-assistent: Kamphuis |
| 25 januari 2017 18:30 |                         |                                        |                                | Stadion: Stadion Galgenwaard, Utrecht Toeschouwers: 13.997 Scheidsrechter: Van Boekel Video-assistent: Kamphuis |
| 25 januari 2017 18:30 |                         |                                        |                                | Stadion: Stadion Galgenwaard, Utrecht Toeschouwers: 13.997 Scheidsrechter: Van Boekel Video-assistent: Kamphuis |
|                       |                         |                                        |                                | |

|                       |               |               |               | |
| 25 januari 2017 20:45 | AZ *          | 1 – 0 (0 – 0) | sc Heerenveen | Stadion: AFAS Stadion, Alkmaar Toeschouwers: 8.276 Scheidsrechter: Kuipers Video-assistent: Makkelie |
| 25 januari 2017 20:45 | Luckassen 71' | Verslag       |               | Stadion: AFAS Stadion, Alkmaar Toeschouwers: 8.276 Scheidsrechter: Kuipers Video-assistent: Makkelie |
| 25 januari 2017 20:45 |               |               |               | Stadion: AFAS Stadion, Alkmaar Toeschouwers: 8.276 Scheidsrechter: Kuipers Video-assistent: Makkelie |
| 25 januari 2017 20:45 |               |               |               | Stadion: AFAS Stadion, Alkmaar Toeschouwers: 8.276 Scheidsrechter: Kuipers Video-assistent: Makkelie |
|                       |               |               |               | |

|                       |                            |               |           |                                                                                                   |
| 26 januari 2017 20:45 | Vitesse *                  | 2 – 0 (0 – 0) | Feyenoord | Stadion: Gelredome, Arnhem Toeschouwers: 15.673 Scheidsrechter: Makkelie Video-assistent: Kuipers |
| 26 januari 2017 20:45 | Kasjia 55' Tighadouini 61' | Verslag       |           | Stadion: Gelredome, Arnhem Toeschouwers: 15.673 Scheidsrechter: Makkelie Video-assistent: Kuipers |
| 26 januari 2017 20:45 |                            |               |           | Stadion: Gelredome, Arnhem Toeschouwers: 15.673 Scheidsrechter: Makkelie Video-assistent: Kuipers |
| 26 januari 2017 20:45 |                            |               |           | Stadion: Gelredome, Arnhem Toeschouwers: 15.673 Scheidsrechter: Makkelie Video-assistent: Kuipers |
|                       |                            |               |           |                                                                                                   |

#### Halve finales
De vier winnaars van de kwartfinales kwamen tegen elkaar uit. De loting vond op donderdag 26 januari 2017 na afloop van Vitesse – Feyenoord verricht door Nicky Hofs en de winnaar van de wedstrijd tussen AZ en SC Cambuur werd als 'thuisspelende' club bij de finale in De Kuip benoemd.
|                    |                   |               |                | |
| 1 maart 2017 20:45 | Sparta Rotterdam  | 1 – 2 (0 – 1) | Vitesse *      | Stadion: Het Kasteel, Rotterdam Toeschouwers: 10.349 Scheidsrechter: Van Boekel Video-assistent: Blom |
| 1 maart 2017 20:45 | Kasjia 75' (e.d.) | Verslag       | 13', 73' Baker | Stadion: Het Kasteel, Rotterdam Toeschouwers: 10.349 Scheidsrechter: Van Boekel Video-assistent: Blom |
| 1 maart 2017 20:45 |                   |               |                | Stadion: Het Kasteel, Rotterdam Toeschouwers: 10.349 Scheidsrechter: Van Boekel Video-assistent: Blom |
| 1 maart 2017 20:45 |                   |               |                | Stadion: Het Kasteel, Rotterdam Toeschouwers: 10.349 Scheidsrechter: Van Boekel Video-assistent: Blom |
|                    |                   |               |                | |

|                    |                      |                         |            |                                                                                                  |
| 2 maart 2017 20:45 | AZ *                 | 0 – 0 n.v. (3 – 2 pen.) | SC Cambuur | Stadion: AFAS Stadion, Alkmaar Toeschouwers: 14.239 Scheidsrechter: Blom Video-assistent: Higler |
| 2 maart 2017 20:45 | Van Eijden 50', 112' | Verslag                 |            | Stadion: AFAS Stadion, Alkmaar Toeschouwers: 14.239 Scheidsrechter: Blom Video-assistent: Higler |
| 2 maart 2017 20:45 |                      |                         |            | Stadion: AFAS Stadion, Alkmaar Toeschouwers: 14.239 Scheidsrechter: Blom Video-assistent: Higler |
| 2 maart 2017 20:45 |                      |                         |            | Stadion: AFAS Stadion, Alkmaar Toeschouwers: 14.239 Scheidsrechter: Blom Video-assistent: Higler |
|                    |                      |                         |            |                                                                                                  |

#### Finale
|                                         |    |               |                                                          | |
| 30 april 2017 18:00 Finale KNVB Beker * | AZ | 0 – 2 (0 – 0) | Vitesse                                                  | De Kuip, Rotterdam Toeschouwers: 46.105 Scheidsrechter: Danny Makkelie Assistent-scheidsrechters: Mario Diks en Hessel Steegstra 4de official: Jochem Kamphuis Video-assistent: Pol van Boekel * |
| 30 april 2017 18:00 Finale KNVB Beker * |    | verslag       | 81', 89' Ricky van Wolfswinkel Milot Rashica; Kevin Diks | De Kuip, Rotterdam Toeschouwers: 46.105 Scheidsrechter: Danny Makkelie Assistent-scheidsrechters: Mario Diks en Hessel Steegstra 4de official: Jochem Kamphuis Video-assistent: Pol van Boekel * |

| AZ | Vitesse |

|                   |    |                      |     |
|                   |    |                      |     |
| DM                | 24 | Tim Krul             |     |
| RV                | 17 | Jonas Svensson       |     |
| CV                | 3  | Rens van Eijden      | 83' |
| CV                | 4  | Ron Vlaar            |     |
| LV                | 5  | Ridgeciano Haps      |     |
| CM                | 23 | Derrick Luckassen    | 77' |
| CM                | 8  | Joris van Overeem    | 67' |
| CM                | 30 | Stijn Wuytens        |     |
| RB                | 7  | Alireza Jahanbakhsh  |     |
| SP                | 9  | Wout Weghorst        |     |
| LB                | 19 | Dabney dos Santos    | 79' |
| Wisselspelers:    |    |                      |     |
| DM                | 1  | Sergio Rochet        |     |
| VD                | 2  | Mattias Johansson    |     |
| VD                | 12 | Pantelis Hatzidiakos |     |
| MV                | 6  | Ben Rienstra         |     |
| MV                | 18 | Iliass Bel Hassani   | 79' |
| MV                | 20 | Mats Seuntjens       | 67' |
| MV                | 22 | Thomas Ouwejan       |     |
| AV                | 11 | Muamer Tanković      |     |
| AV                | 27 | Fred Friday          | 83' |
| AV                | 28 | Levi Garcia          |     |
| Coach:            |    |                      |     |
| John van den Brom |    |                      |     |

|                |    |                       |       |
|                |    |                       |       |
| DM             | 1  | / Eloy Room           |       |
| RV             | 5  | Kelvin Leerdam        | 85'   |
| CV             | 37 | Goeram Kasjia         |       |
| CV             | 19 | Matt Miazga           |       |
| LV             | 6  | Arnold Kruiswijk      |       |
| CM             | 18 | Marvelous Nakamba     |       |
| CM             | 25 | Navarone Foor         | 90+1' |
| CM             | 34 | Lewis Baker           |       |
| RB             | 7  | Milot Rashica         |       |
| SP             | 13 | Ricky van Wolfswinkel | 77'   |
| LB             | 11 | Nathan Allan de Souza | 73'   |
| Wisselspelers: |    |                       |       |
| DM             | 23 | Michael Tørnes        |       |
| DM             | 24 | Jeroen Houwen         |       |
| VD             | 3  | Maikel van der Werff  | 90+1' |
| VD             | 17 | Kevin Diks            | 85'   |
| VD             | 28 | Alexander Büttner     |       |
| VD             | 43 | Lassana Faye          |       |
| MV             | 8  | Mukhtar Ali           |       |
| AV             | 9  | Yuning Zhang          |       |
| AV             | 10 | / Adnane Tighadouini  | 73'   |
| AV             | 16 | Mitchell van Bergen   |       |
| AV             | 30 | Arsjak Korjan         |       |
| Coach:         |    |                       |       |
| Henk Fraser    |    |                       |       |

Bijz.: * In deze wedstrijd werd er gebruikgemaakt van doellijntechnologie en van een video-assistent.
| KNVB Beker 2016/17   |
| -------------------- |
| Vitesse Eerste titel |

## Topscorers
Legenda
- Pos. Positie
- Speler Naam speler
- Club Naam club
- Doelpunt
- Waarvan strafschoppen
- X Niet van toepassing

| Pos.             | Speler             | Club             |      | Gescoord met penalty |
| ---------------- | ------------------ | ---------------- | ---- | -------------------- |
| 1.               | Lewis Baker        | Vitesse          | 5    | 0                    |
| 2.               | Jaouad Chraou      | OJC Rosmalen     | 4    | 0                    |
| 2.               | Zakaria El Azzouzi | Sparta Rotterdam | 4    | 0                    |
| 2.               | Giovialli Serbony  | VVSB             | 4    | 0                    |
| 2.               | Adnane Tighadouini | Vitesse          | 4    | 0                    |
| 2.               | Martijn Barto      | SC Cambuur       | 4    | 0                    |
| 7.               | 15 spelers         | 15 spelers       | 3    | X                    |
| 22.              | 51 spelers         | 51 spelers       | 2    | X                    |
| 73.              | 198 spelers        | 198 spelers      | 1    | X                    |
| Eigen doelpunten | Eigen doelpunten   | Eigen doelpunten | 4    | X                    |
| Totaal:          | Totaal:            | Totaal:          | 374  |                      |
| Wedstrijden:     | Wedstrijden:       | Wedstrijden:     | 102  |                      |
| Gemiddelde:      | Gemiddelde:        | Gemiddelde:      | 3,67 |                      |

## Deelnemers per ronde
Het aantal deelnemers per divisie per ronde is:
| Deelnemerscategorie | Ronde 1    | Ronde 2    | Achtste finale | Kwartfinale | Halve finale | Finale   | Winnaar  |
| ------------------- | ---------- | ---------- | -------------- | ----------- | ------------ | -------- | -------- |
| Eredivisie          | 18 (28,1%) | 14 (43,8%) | 10 (62,5%)     | 6 (75%)     | 3 (75%)      | 2 (100%) | 1 (100%) |
| Eerste divisie      | 17 (26,6%) | 8 (25%)    | 2 (12,5%)      | 2 (25%)     | 1 (25%)      | 0 (0%)   | 0 (0%)   |
| Tweede divisie      | 12 (18,8%) | 7 (21,9%)  | 1 (6,3%)       | 0 (0%)      | 0 (0%)       | 0 (0%)   | 0 (0%)   |
| Derde divisie       | 15 (23,4%) | 2 (6,3%)   | 2 (12,5%)      | 0 (0%)      | 0 (0%)       | 0 (0%)   | 0 (0%)   |
| Hoofdklasse         | 2 (3,1%)   | 1 (3,1%)   | 1 (6.3%)       | 0 (0%)      | 0 (0%)       | 0 (0%)   | 0 (0%)   |
| Totaal              | 64         | 32         | 16             | 8           | 4            | 2        | 1        |